# Moret-sur-Loing
Pour les articles homonymes, voir Moret et Loing (homonymie).

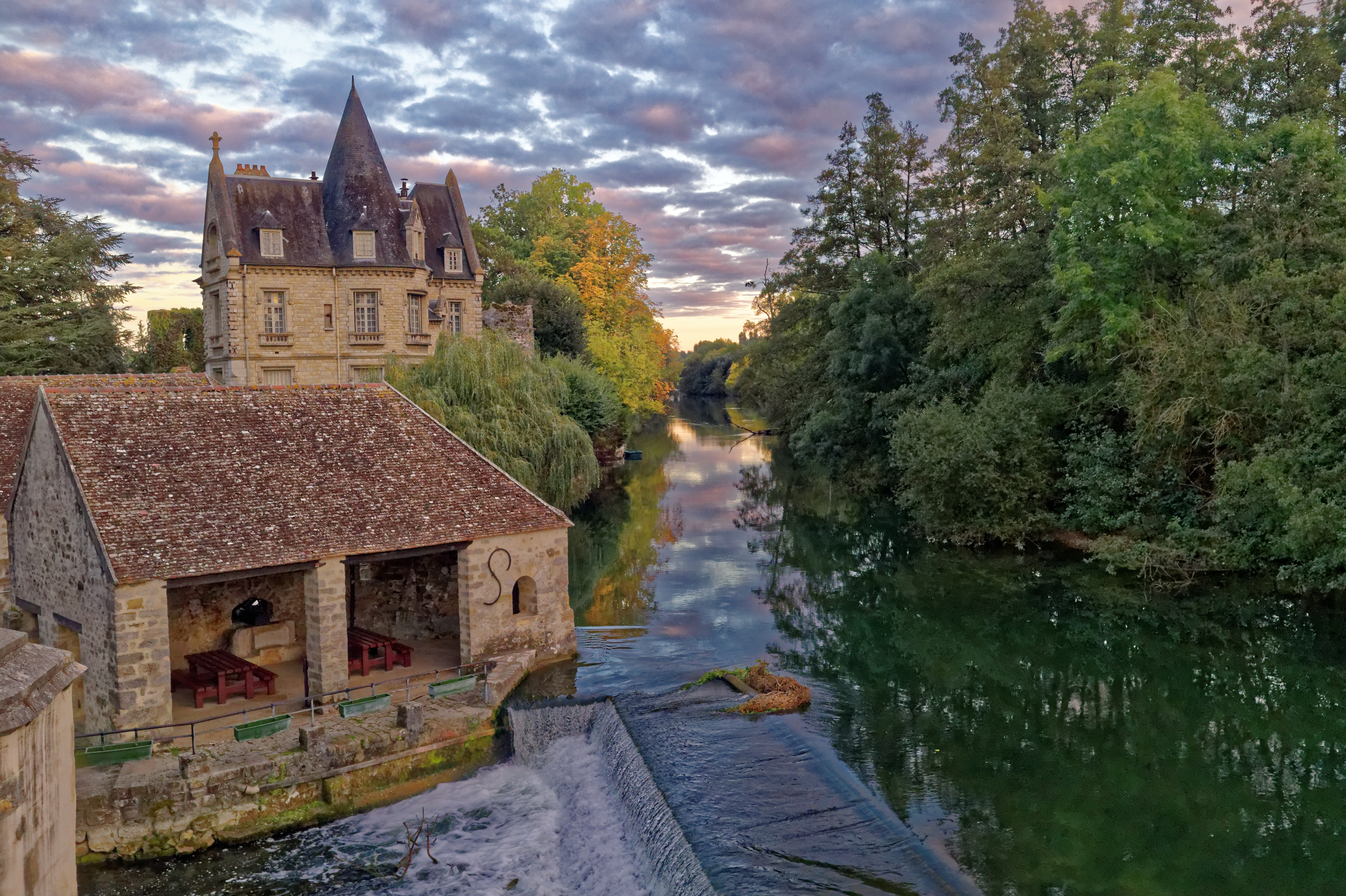
Le moulin à tan depuis le pont sur le Loing

Moret-sur-Loing est une ancienne commune française située dans le département de Seine-et-Marne en région Île-de-France.
Elle s'est regroupée le 1er janvier 2015 avec Écuelles, pour former la commune nouvelle d'Orvanne, puis par une série de nouvelles fusions en 2016 et 2017 (avec Épisy, Montarlot puis Veneux-les-Sablons) la commune actuelle de Moret-Loing-et-Orvanne.
Ses habitants sont appelés les Morétain(ne)s.

## Géographie

### Localisation
Moret-sur-Loing est dans la partie sud du département de Seine-et-Marne, en lisière de la forêt de Fontainebleau à 12 km au sud-est de Fontainebleau, en rive gauche (côté ouest) du Loing et à 1,5 km au sud de son confluent avec la Seine.
À vol d'oiseau, le département de l'Yonne est à 17 km à l'est (commune de Villeneuve-la-Guyard), le Loiret à 25 km au sud (Dordives) et l'Essonne à 20 km à l'ouest (Milly-la-Forêt). Paris est à 80 km au nord-ouest par la A6, entrée-sortie no 13 à Cély (au nord-ouest) ; vers le sud, l'accès le plus proche pour la A6 est l'entrée-sortie la no 15 à Nemours (18 km, au sud-ouest). L'A5, qui passe au nord-est, est accessible par l'entrée-sortie no 17 à Forges (16 km).

### Communes limitrophes
| Veneux-les-Sablons | Saint-Mammès    |          |
| Fontainebleau      | Moret-sur-Loing |          |
| Montigny-sur-Loing | Épisy           | Écuelles |

Depuis le 1er janvier 2016, Moret-sur-Loing constitue une commune déléguée de Moret-Loing-et-Orvanne.

### Géologie et relief
(Voir Géologie et relief de Moret-Loing-et-Orvanne)

### Hydrographie
Le système hydrographique du territoire de l'ancienne commune se compose de quatre cours d'eau référencés :
- la rivière le Loing, longue de 142,73 km[3], affluent en rive gauche de la Seine ;
  - la rivière Orvanne, longue de 38,84 km[4], affluent du Loing ;
  - le cours d'eau 01 du Vieux Pont, 0,93 km[5], qui conflue avec le Loing ;
- le canal du Loing, long de 45,90 km[6], qui relie (avec le canal d'Orléans et le canal de Briare) la Loire et la Seine.

Par ailleurs, son territoire est également traversé par l'aqueduc de la Vanne.
La longueur linéaire globale des cours d'eau est de 7,49 km.

### Voies de communication et transports
- La ville est desservie par la gare de Moret - Veneux-les-Sablons.

## Urbanisme

### Occupation des sols
En 2018, le territoire de la commune se répartit en 40,5 % de forêts, 26,2 % de zones urbanisées, 12,6 % de prairies, 9 % d'eaux continentales, 6 % de terres arables et 5,7 % d'espaces verts artificialisés non agricoles.

## Toponymie
Du celtique mora, de l'ancien français morée (–marécage, marais).

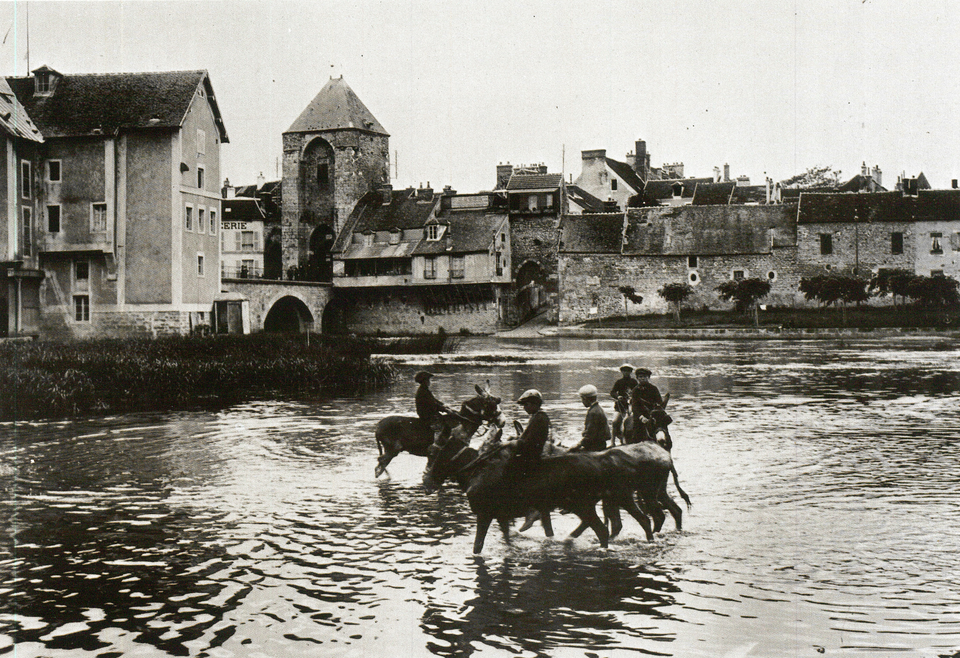
Le Loing devant la porte de Bourgogne en 1900.

## Histoire

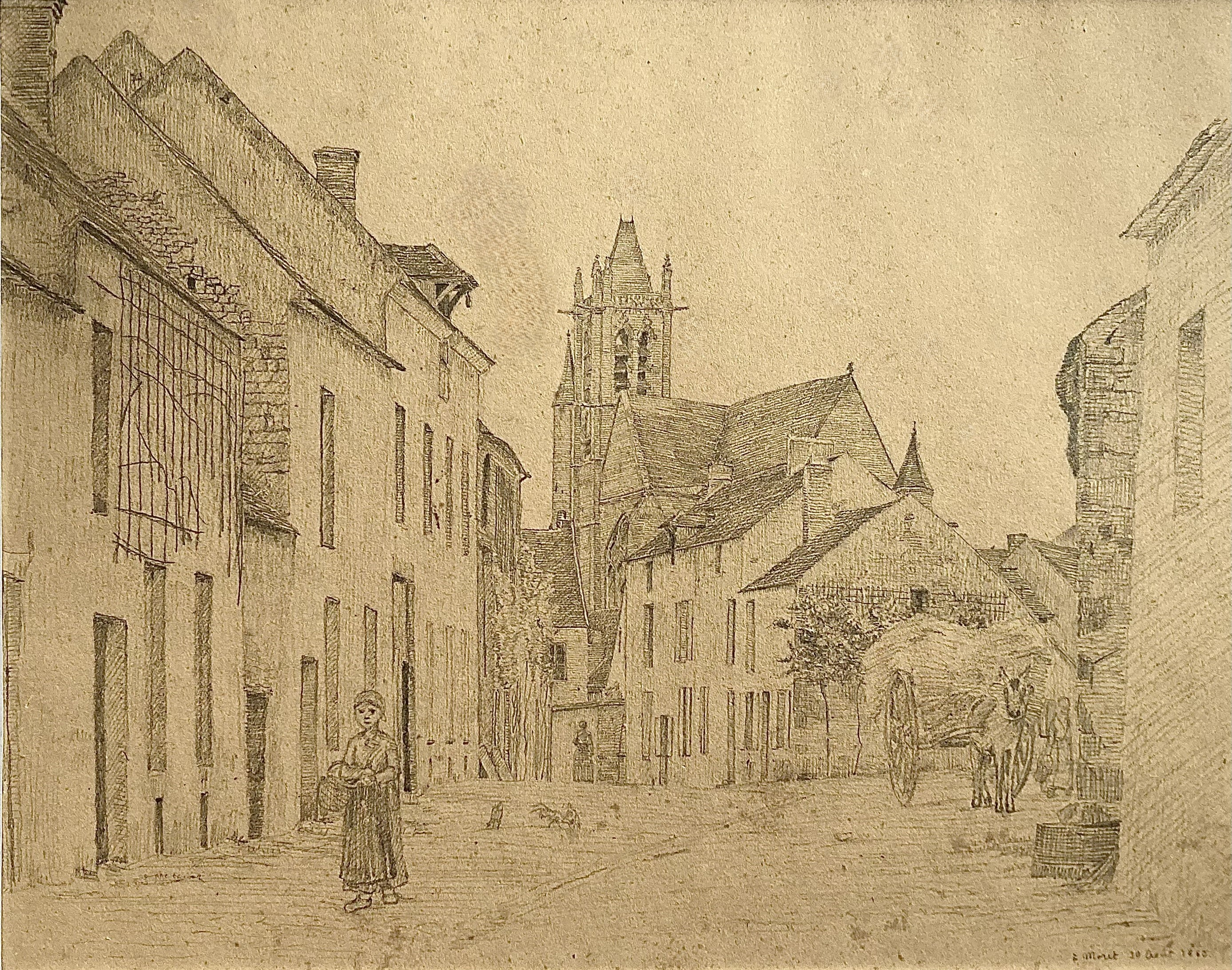
Pierre de Salis-Soglio: Moret-sur-Loing en 1860

Moret est une petite cité médiévale de 4 500 habitants environ dont les origines semblent remonter à l'époque gallo-romaine. Elle prend de l'importance (stratégique notamment) en 1081 en entrant dans le domaine royal. D'intéressants vestiges (portes et donjon du XIIe siècle entre autres) font de cette antique cité une halte sinon indispensable, du moins fort appréciée.
La commune s'est transformée le 1er janvier 2015 en commune déléguée de la commune nouvelle d'Orvanne, puis, le 1er janvier 2016, de Moret-Loing-et-Orvanne, qui regroupe les anciennes communes de Moret-sur-Loing, Écuelles, Épisy et Montarlot.
La ville est frappée par des inondations d'une intensité rare les 1er et 2 juin 2016 ; le niveau des eaux dépasse les crues historiques de 1770 et de 1910,.

## Politique et administration

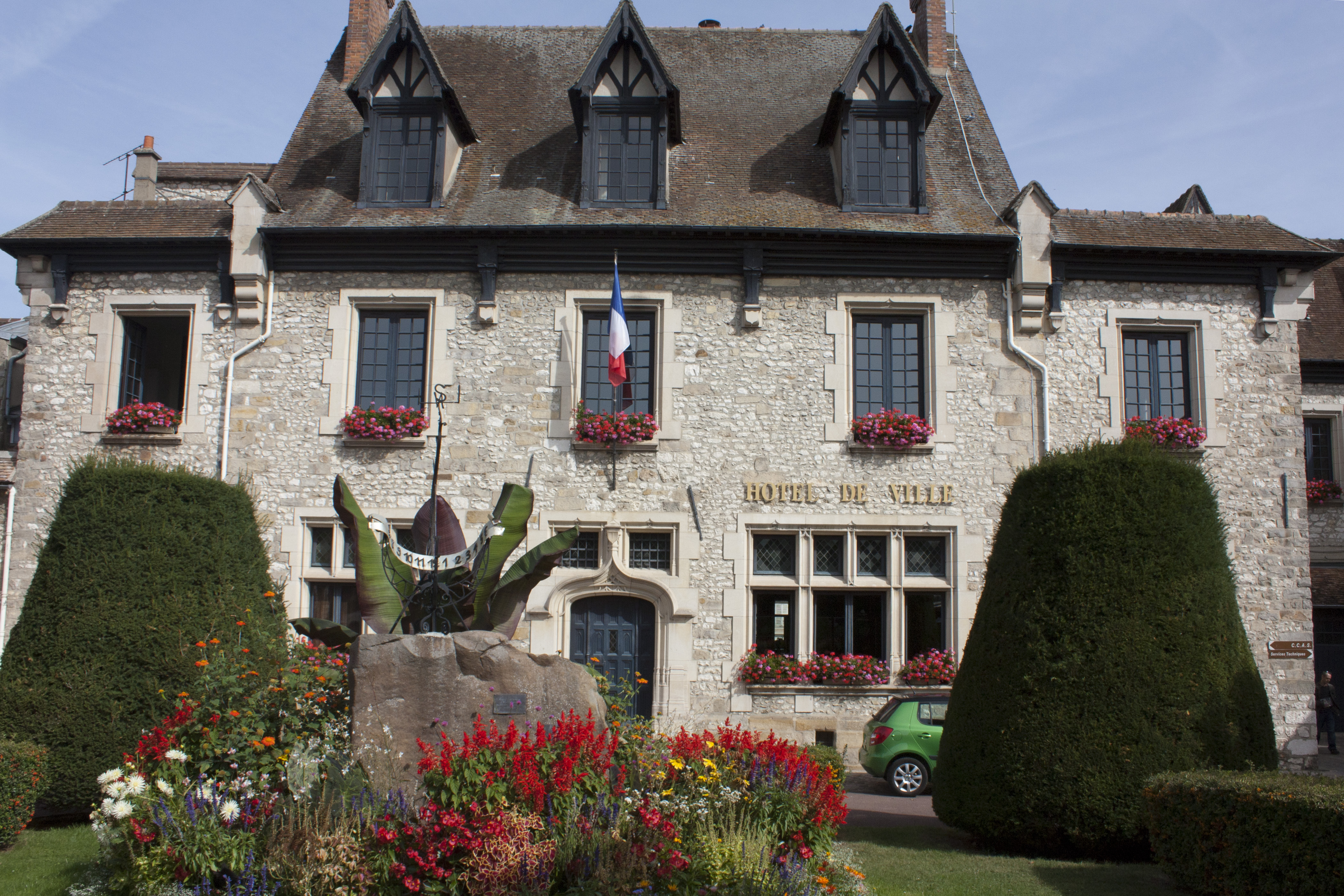
Ancienne maison Clément, aujourd'hui hôtel de ville.

### Rattachements administratifs et électoraux
La commune était historiquement le chef-lieu du canton de Moret-sur-Loing. Dans le cadre du redécoupage cantonal de 2014 en France, Moret-sur-Loing fait désormais partie du canton de Montereau-Fault-Yonne.

### Intercommunalité
Moret-sur-Loing est l'un des fondateurs du « District de la Région de Moret-sur-Loing », transformé en 2002 en communauté de communes Moret Seine et Loing.

### Tendances politiques et résultats
Au premier tour des élections municipales de 2014 en Seine-et-Marne, la liste DVD menée par le maire sortant Patrick Septiers obtient la majorité absolue des suffrages exprimés, avec 1 220 voix (59,68 %, 22 conseillers municipaux élus dont 3 communautaires), devançant très largement la liste DVD menée par Arnaud Labouze (824 voix, 40,31 %, 5 conseillers municipaux élus dont 1 communautaire).
Lors de ce scrutin, 33,59 % des électeurs se sont abstenus.

### Liste des maires
| Période                                  | Période | Identité                        | Étiquette | Qualité                  |
| ---------------------------------------- | ------- | ------------------------------- | --------- | ------------------------ |
| Les données manquantes sont à compléter. |         |                                 |           |                          |
| 1789                                     | 1790    | Antoine RONDEAU                 |           |                          |
| 1790                                     | 1790    | Louis-Marthe DE GOUY D'ARSY     |           | Maréchal de camp, député |
| 1790                                     | 1791    | Jérôme JARRY                    |           |                          |
| 1791                                     | 1793    | Lucien NOËL                     |           |                          |
| 1793                                     | 1800    | Joseph DROUER                   |           |                          |
| 1800                                     | 1804    | Bonnaventure CHAUMELON          |           |                          |
| 1804                                     | 1812    | François-Marc BONNISSANT        |           | Notaire                  |
| 1812                                     | 1813    | Mathurin PICARD                 |           |                          |
| 1813                                     | 1814    | Paul Jean-Jacques VIEUX         |           | Courtier                 |
| 1814                                     | 1815    | Spire CLÉMENT                   |           | Notaire                  |
| 1815                                     | 1820    | François-Marc BONNISSANT        |           | Notaire                  |
| 1820                                     | 1830    | Spire CLÉMENT                   |           | Notaire                  |
| 1830                                     | 1840    | François GASSOT                 |           |                          |
| 1840                                     | 1849    | Adolphe Honoré LEMASSON-HENRION |           |                          |
| 1849                                     | 1849    | Louis Edmond DE MENAINVILLE     |           |                          |
| 1849                                     | 1852    | Charles ROBERT                  |           |                          |
| 1852                                     | 1860    | Louis DESMARAIS                 |           |                          |
| 1860                                     | 1862    | François-Marie D'HARDIVILLIERS  |           | Notaire                  |
| 1862                                     | 1868    | Charles ROBERT                  |           |                          |
| 1868                                     | 1869    | Louis DENOMBRE                  |           |                          |
| 1869                                     | 1871    | François-Marie D'HARDIVILLIERS  |           | Notaire                  |
| 1871                                     | 1872    | Jean BOUQUOT                    |           |                          |
| 1872                                     | 1872    | Louis TANNEUR                   |           |                          |
| 1872                                     | 1875    | François-Marie D'HARDIVILLIERS  |           | Notaire                  |
| 1875                                     | 1875    | Louis TANNEUR                   |           |                          |
| 1875                                     | 1876    | Louis BOUTARD                   |           |                          |
| 1876                                     | 1879    | Narcisse TANNEUR                |           |                          |
| 1879                                     | 1879    | Louis BOUTARD                   |           |                          |
| 1879                                     | 1880    | François LIORET                 |           |                          |
| 1880                                     | 1888    | Roger ELEONORE                  |           |                          |
| 1888                                     | 1889    | Marie Alexandre DORBAIS         |           |                          |
| 1889                                     | 1896    | Edmond HARDOUIN                 |           |                          |
| 1896                                     | 1904    | Louis LAPRÉE                    |           |                          |
| 1904                                     | 1908    | Henri PIFFAUT                   |           |                          |
| 1908                                     | 1912    | Georges LIORET                  |           |                          |
| 1912                                     | 1919    | Henri VALLÉE                    |           |                          |
| 1919                                     | 1923    | Charles GEOFFROY                |           | Chef d'entreprise        |
| 1923                                     | 1925    | Florentin RENONDEAU             |           |                          |
| 1925                                     | 1929    | Émile PETIT                     |           |                          |
| 1929                                     | 1935    | Arthur VERNES                   |           | Médecin                  |
| 1935                                     | 1941    | Émile PETIT                     |           |                          |
| 1941                                     | 1944    | Roland GAUTHIER                 |           |                          |

| Période        | Période        | Identité         | Étiquette               | Qualité |
| -------------- | -------------- | ---------------- | ----------------------- | --- |
| Août 1944      | 1945           | Robert FAULE     |                         | |
| Janvier 1945   | Mars 1946      | Émile RONDREUX   |                         | Agent immobilier |
| Mars 1946      | Mai 1953       | Louis CANTAIS    |                         | |
| Mai 1953       | Septembre 1965 | Léon BREUILLARD  |                         | Médecin |
| Septembre 1965 | Mars 1989      | Roland DAGNAUD   | DVD                     | Chef d'entreprise |
| Mars 1989      | Décembre 2014  | Patrick SEPTIERS | UDF puis MoDem puis UDI | Enseignant en économie et gestion des entreprises Conseiller général de Moret-sur-Loing (1992 → 2004) Président de la CC Moret Seine et Loing (2001 → ) Conseiller départemental de Montereau-Fault-Yonne (2015 → ) Vice-président (2015 → 2018) puis président (2018 → 2021) du conseil départemental de Seine-et-Marne Maire d'Orvanne (2015), de Moret Loing et Orvanne (2016) puis de Moret-Loing-et-Orvanne (2017 → 2018) |

### Liste des maires délégués
| Période          | Période                    | Identité             | Étiquette | Qualité |
| ---------------- | -------------------------- | -------------------- | --------- | --- |
| 1er janvier 2015 | juillet 2020               | Patrick Septiers     | UDI       | Enseignant en économie et gestion des entreprises Maire de Moret-sur-Loing (1989 → 2014), d'Orvanne (2015), de Moret Loing et Orvanne (2016) puis de Moret-Loing-et-Orvanne (2017 → 2018) Conseiller général de Moret-sur-Loing (1992 → 2004) Président de la CC Moret Seine et Loing (2001 → ) Conseiller départemental de Montereau-Fault-Yonne (2015 → ) Vice-président (2015 → 2018) puis président (2018 → 2021) du conseil départemental de Seine-et-Marne |
| juillet 2020     | En cours (au 24 août 2022) | Marianne Saval-Bonet | DVG       | Enseignante en école élémentaire |

### Jumelages
| Ville | Ville     | Pays | Pays      | Période     |
| ----- | --------- | ---- | --------- | ----------- |
|       | Kilkenny, |      | Irlande   | depuis 1990 |
|       | Külsheim  |      | Allemagne | depuis 1972 |

## Population et société

### Démographie
L'évolution du nombre d'habitants est connue à travers les recensements de la population effectués dans la commune depuis 1793. À partir du 1er janvier 2009, les populations légales des communes sont publiées annuellement dans le cadre d'un recensement qui repose désormais sur une collecte d'information annuelle, concernant successivement tous les territoires communaux au cours d'une période de cinq ans. 
Pour les communes de moins de 10 000 habitants, une enquête de recensement portant sur toute la population est réalisée tous les cinq ans, les populations légales des années intermédiaires étant quant à elles estimées par interpolation ou extrapolation. Pour la commune, le premier recensement exhaustif entrant dans le cadre du nouveau dispositif a été réalisé en 2005,.
En 2012, la commune comptait 4 305 habitants, en évolution de −3,73 % par rapport à 2007 (Seine-et-Marne : +4,91 %, France hors Mayotte : +2,49 %).
| 1793  | 1800  | 1806  | 1821  | 1831  | 1836  | 1841  | 1846  | 1851  |
| ----- | ----- | ----- | ----- | ----- | ----- | ----- | ----- | ----- |
| 1 500 | 1 605 | 1 628 | 1 583 | 1 673 | 1 655 | 1 672 | 1 765 | 1 816 |

| 1856  | 1861  | 1866  | 1872  | 1876  | 1881  | 1886  | 1891  | 1896  |
| ----- | ----- | ----- | ----- | ----- | ----- | ----- | ----- | ----- |
| 1 870 | 1 932 | 1 934 | 1 868 | 1 853 | 1 976 | 1 914 | 2 068 | 2 108 |

| 1901  | 1906  | 1911  | 1921  | 1926  | 1931  | 1936  | 1946  | 1954  |
| ----- | ----- | ----- | ----- | ----- | ----- | ----- | ----- | ----- |
| 2 090 | 2 239 | 2 404 | 2 384 | 2 362 | 2 464 | 2 457 | 2 568 | 2 815 |

| 1962  | 1968  | 1975  | 1982  | 1990  | 1999  | 2005  | 2010  | 2012  |
| ----- | ----- | ----- | ----- | ----- | ----- | ----- | ----- | ----- |
| 3 095 | 3 250 | 3 147 | 3 503 | 4 174 | 4 402 | 4 477 | 4 330 | 4 305 |

### Sports

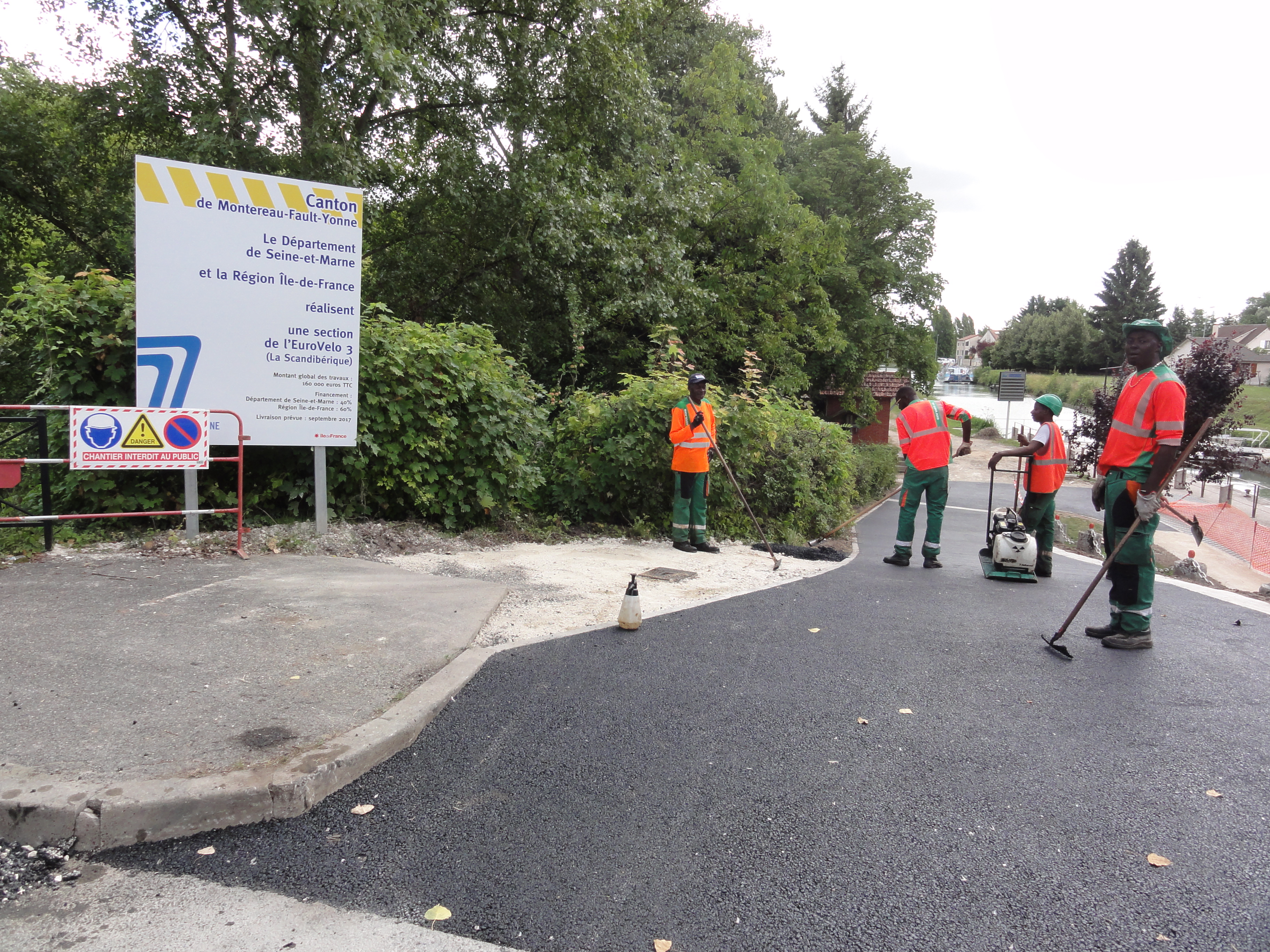
L'Eurovelo 3 en construction à Moret-sur-Loing, en août 2017.

- Piscine
- Randonnée de canoë-kayak sur le Loing[28]
- L'aérodrome de Moret-Épisy
- La véloroute EuroVelo 3 passe à Moret-sur-Loing.
- École multisports

### Équipements culturels
- Le musée du Vélo[29]
- Le musée du Sucre d'Orge[30]
- Le musée municipal[30]
- Le prieuré de Pont-Loup[31]
- Le Point Sisley

### Manifestations culturelles et festivités
- La Fête de la Nature (mai)
- Rencontres internationales de la Harpe en Île-de-France (juin)
- Les soirées musicales (samedi soir de mi-juillet à mi-août)
- Le Festival Paradisio
- La Fête des Lumières (décembre)

## Économie
Depuis le 1er janvier 2017, Moret-sur-Loing reste déléguée au sein de la commune nouvelle Moret Loing et Orvanne (77316).
Les bénédictines de Moret ont inventé en 1638 la recette du sucre d'orge. Une confrérie et un musée à Moret font la promotion de cette confiserie mondialement connue, dont environ 6 tonnes sont annuellement produites dans cette ville. La collection du musée a été rachetée par la municipalité en 2013 pour 12 000 €.

## Culture locale et patrimoine

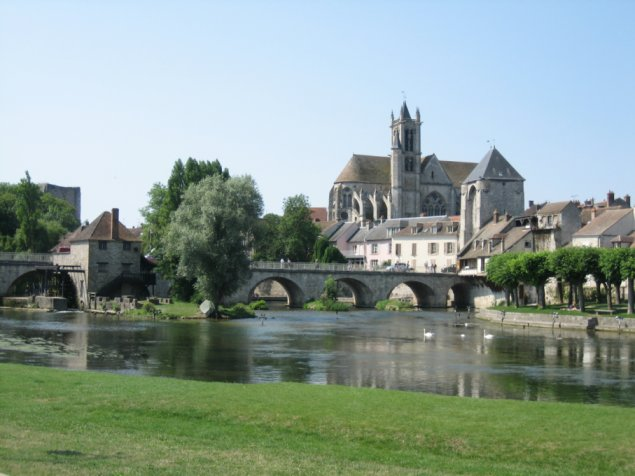
Le Loing, le pont, la porte de Bourgogne et l'église, vus de l'aval.
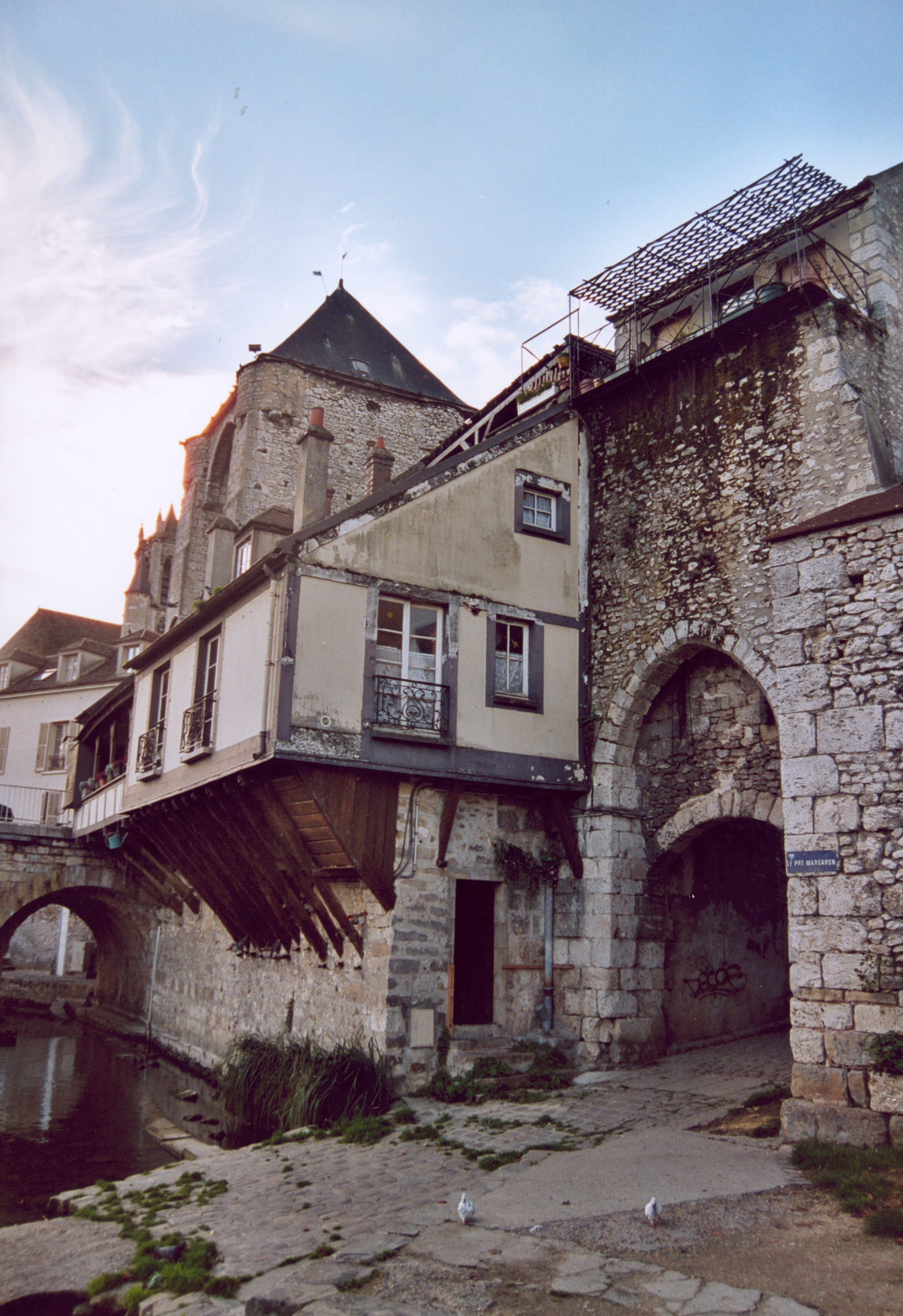
Les fortifications côté Loing.
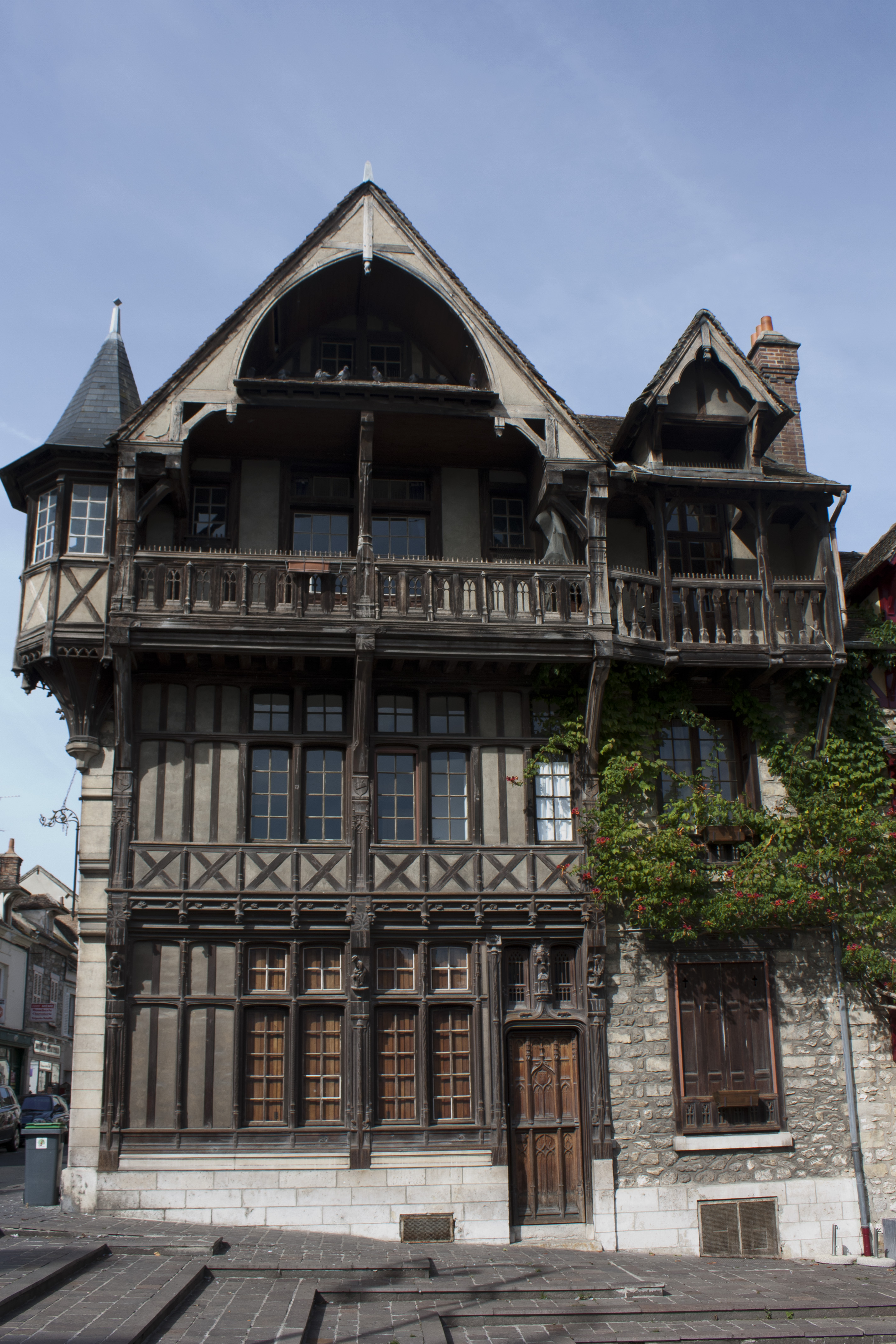
La maison Raccolet.
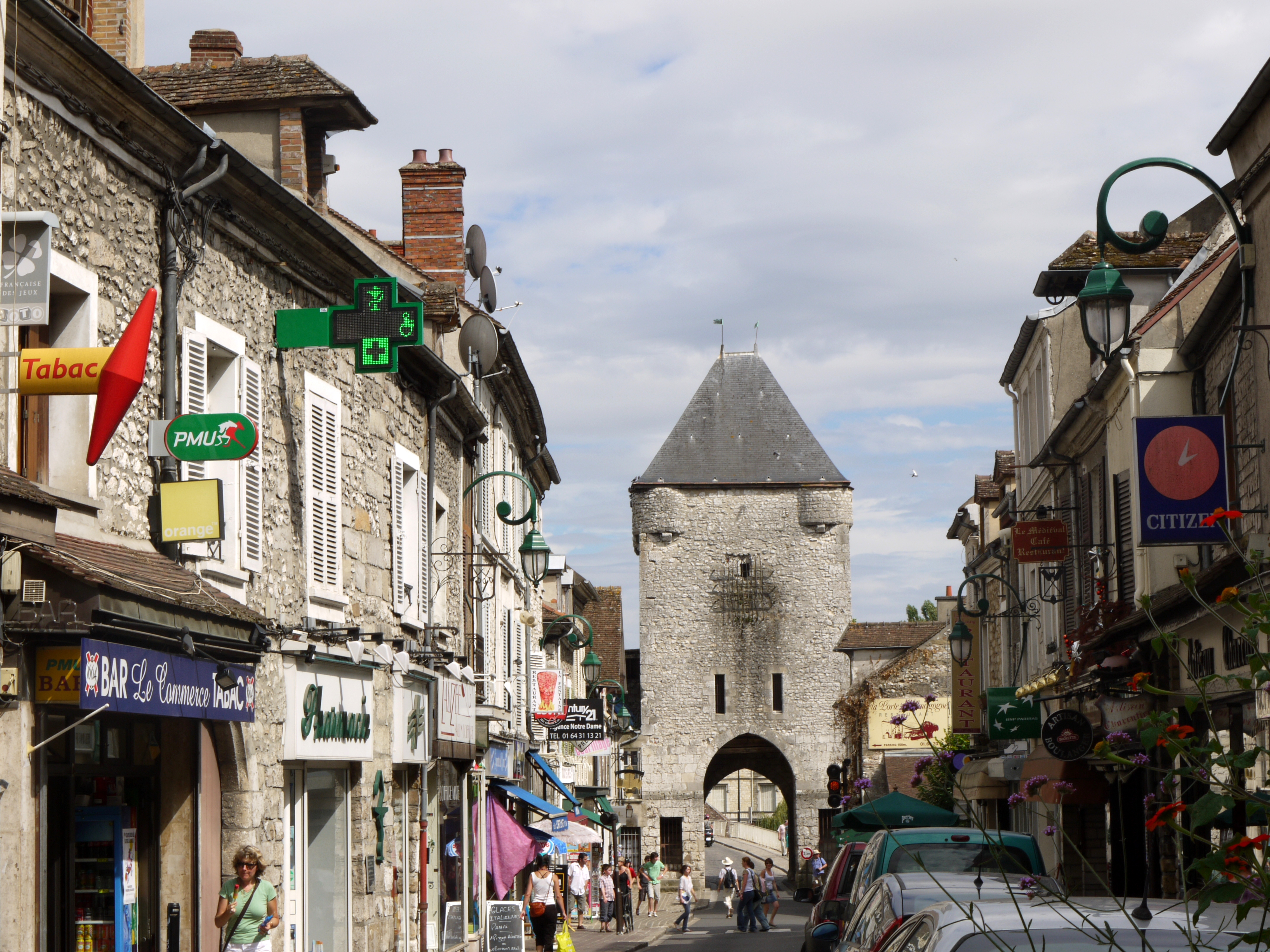
La porte de Bourgogne.
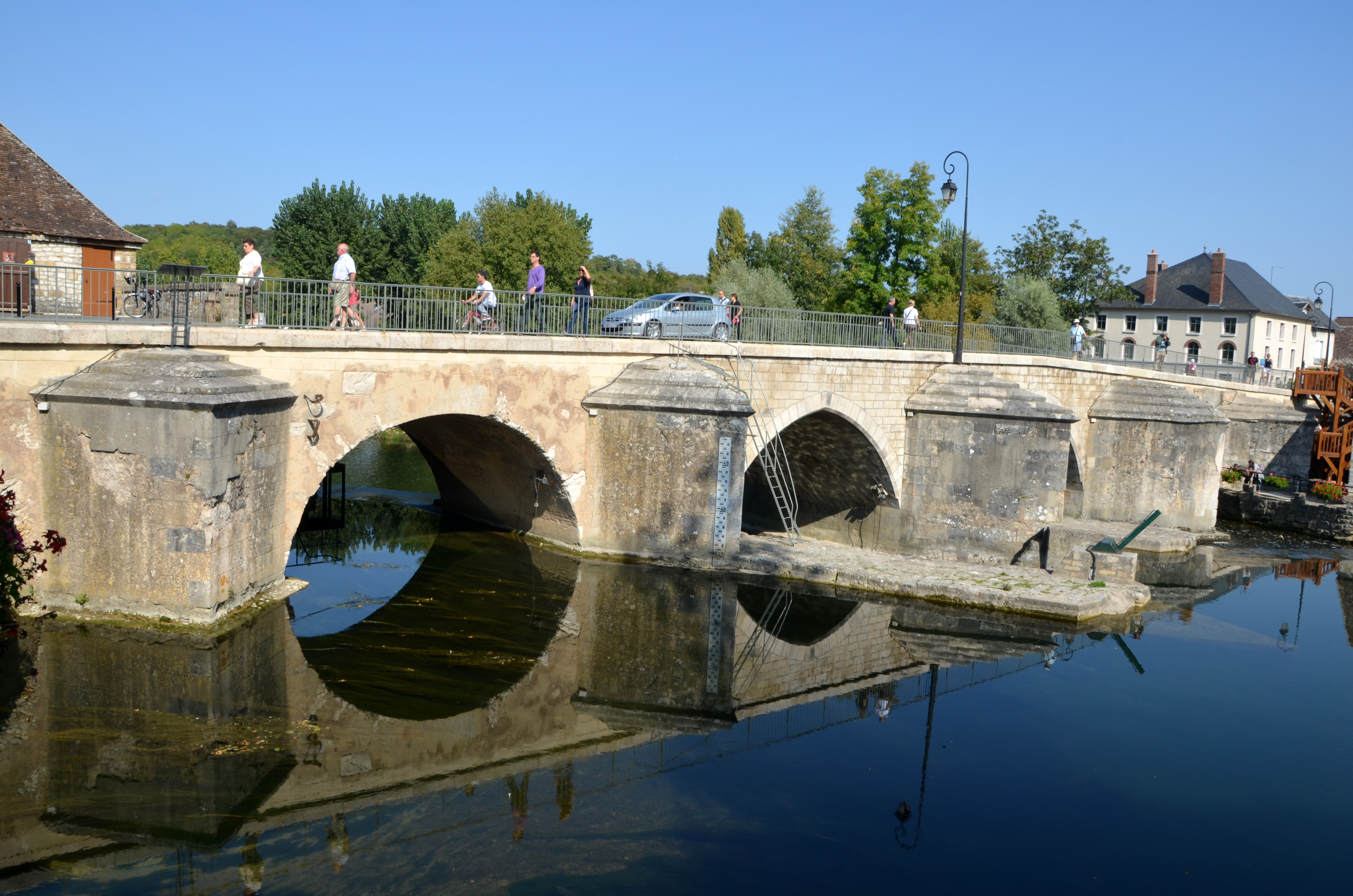
Le pont sur le Loing.
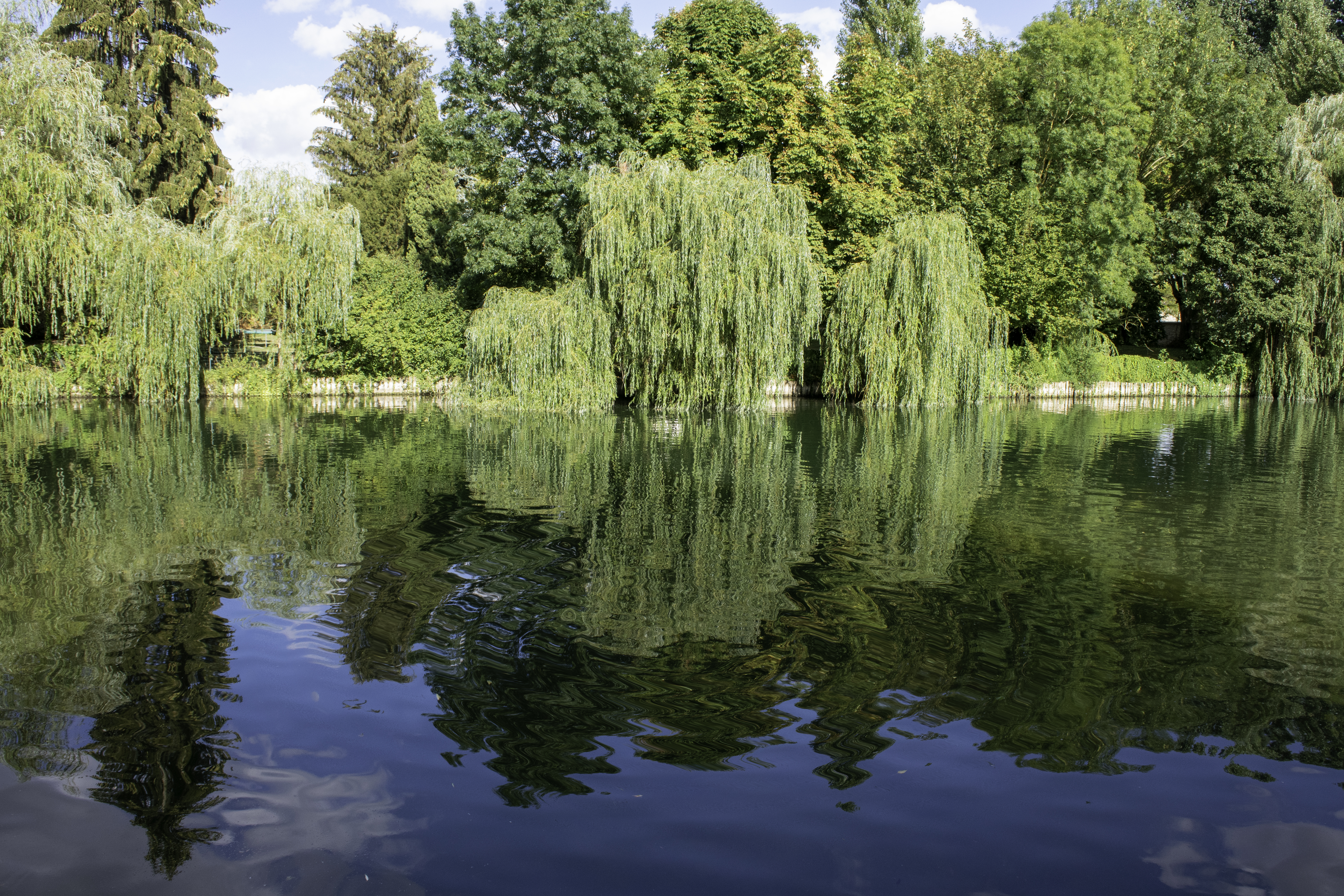
Reflets sur le Loing.

### Monuments médiévaux

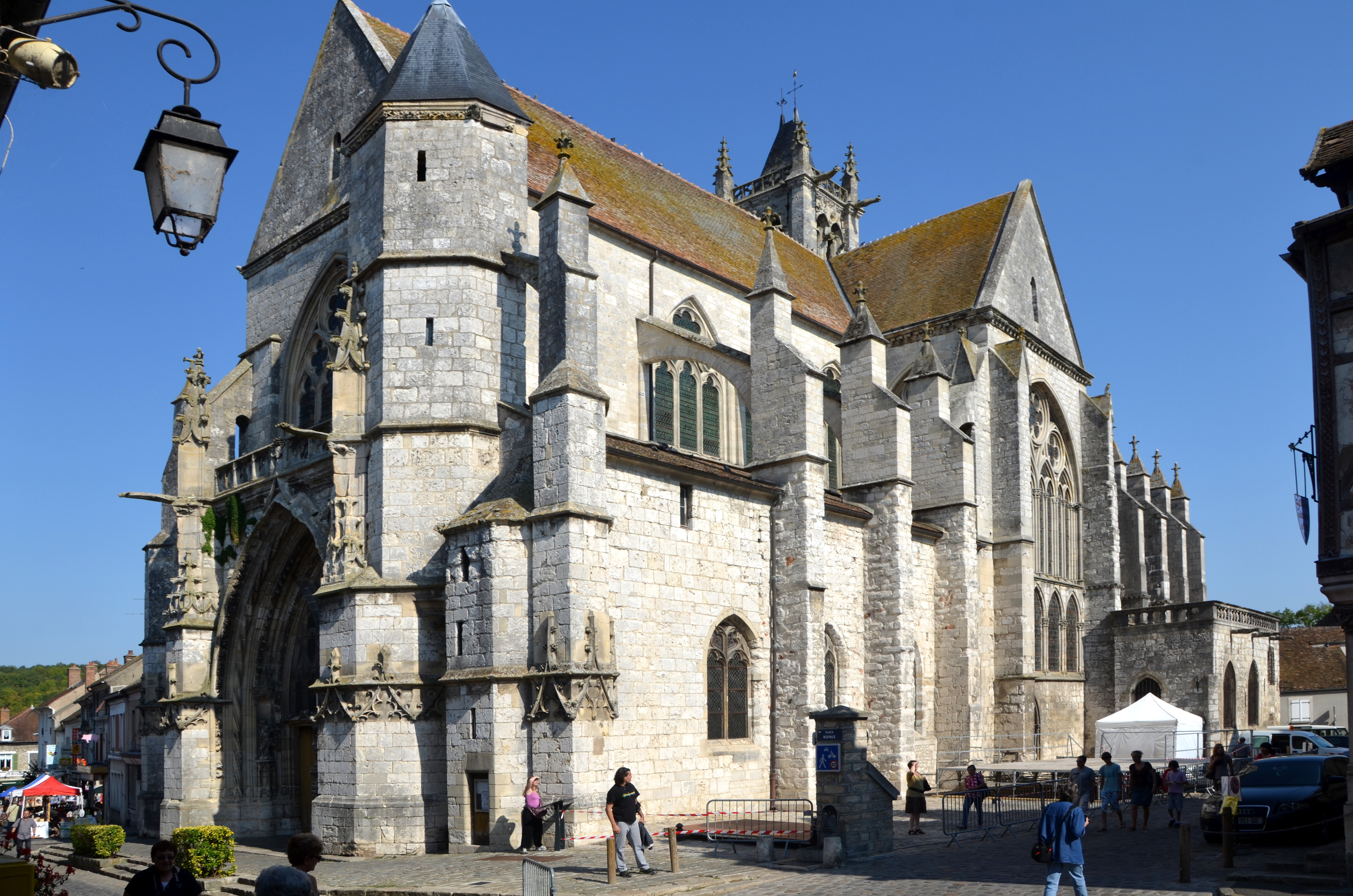
L'église Notre-Dame.

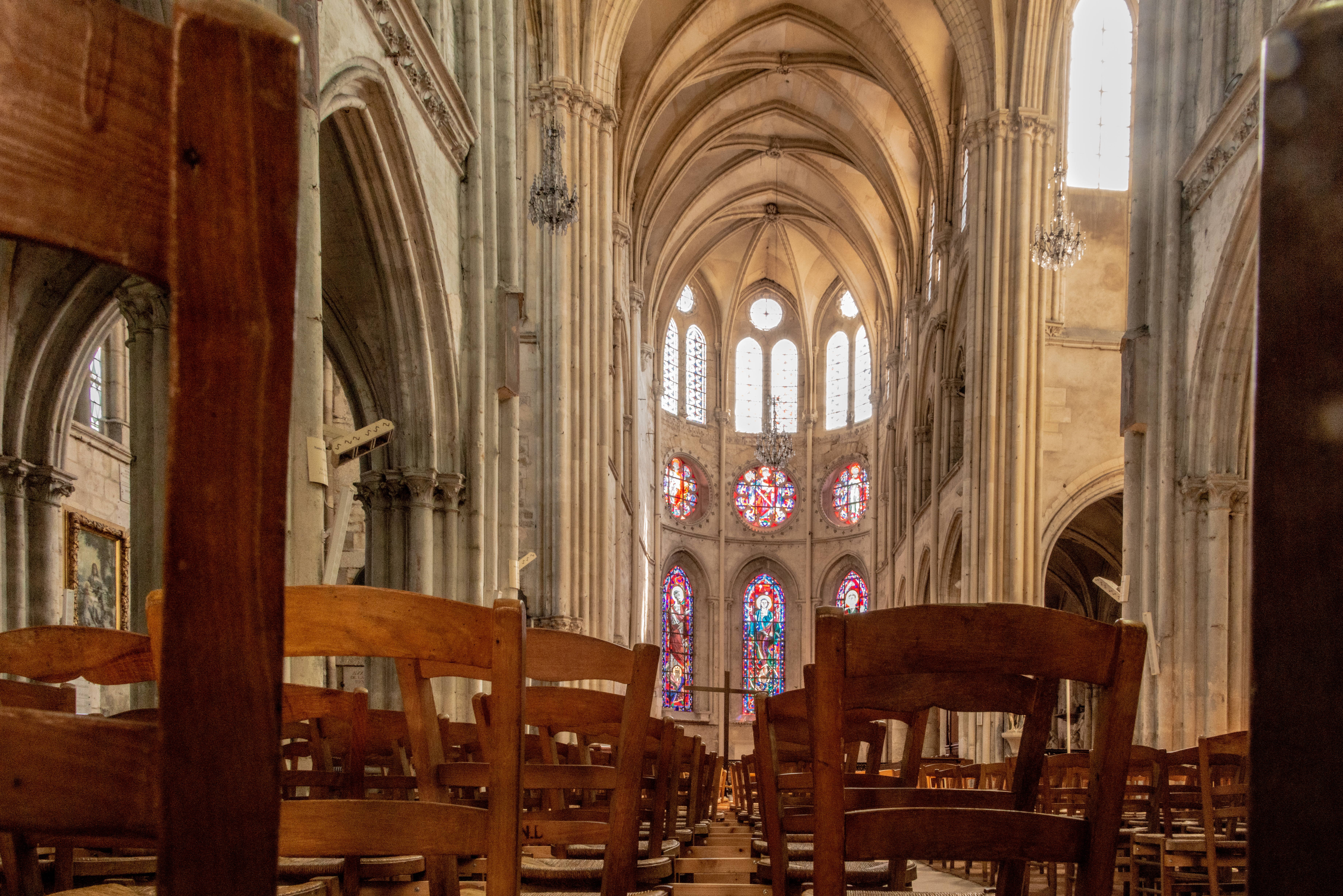
Intérieur de l'église Notre-Dame.

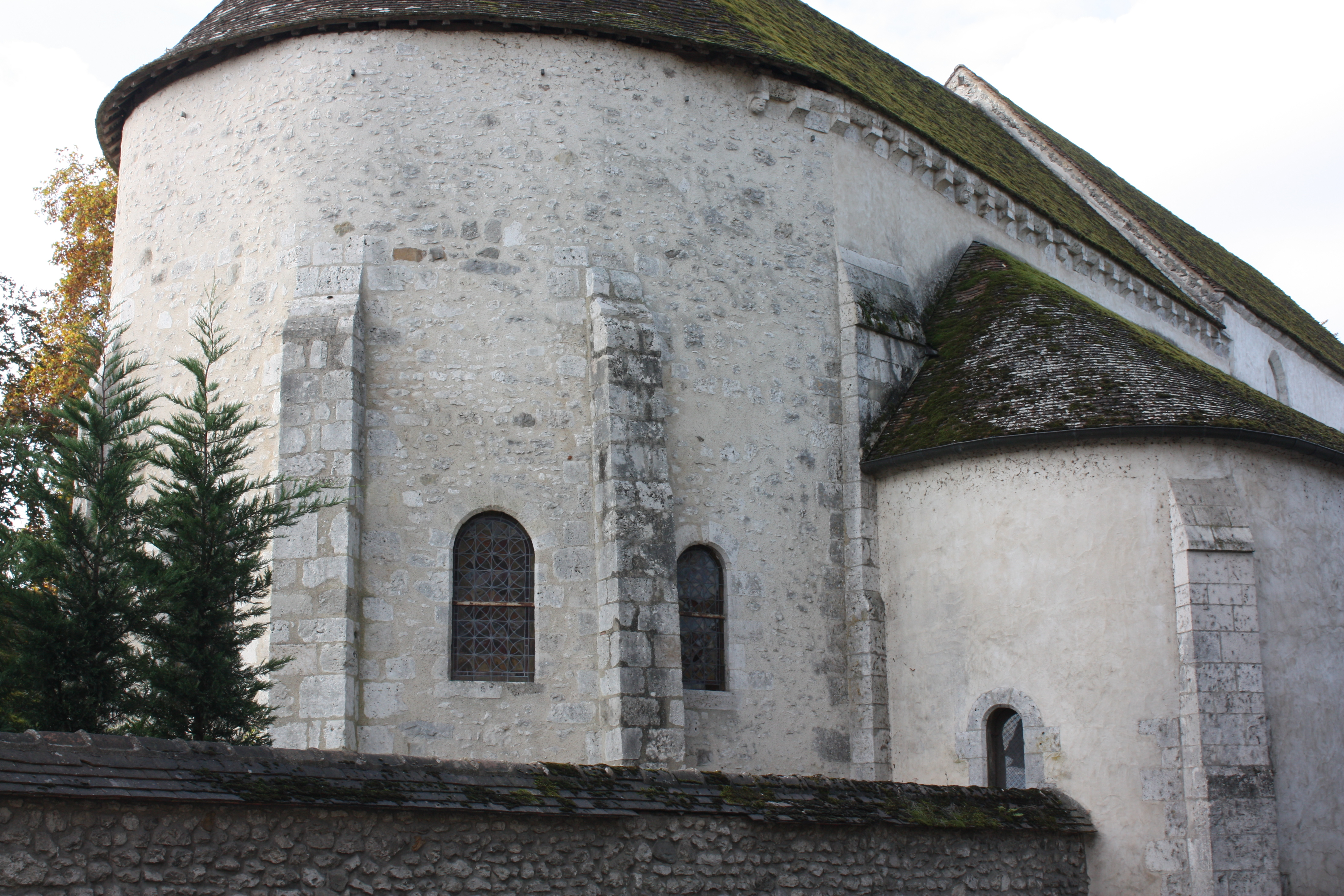
Chapelle Saint-Pierre de Pontloup.

Moret a conservé une grande partie de ses fortifications datant des XIIe et XVe siècles. À cette époque, la ville était articulée autour des éléments suivants, :
- une enceinte fortifiée en demi-lune, face au Loing, dont il reste de nombreux éléments (15 à 20 m de haut, plus de 2 m d'épaisseur) ;
- trois portes[34] :
  - la porte de Bourgogne, qui verrouille l'accès par le Loing face à la Bourgogne ;
  - la porte de Samois ou de Paris (XVe siècle), en direction de Fontainebleau ;Porte Samois et la borne royale à son coin à droite.

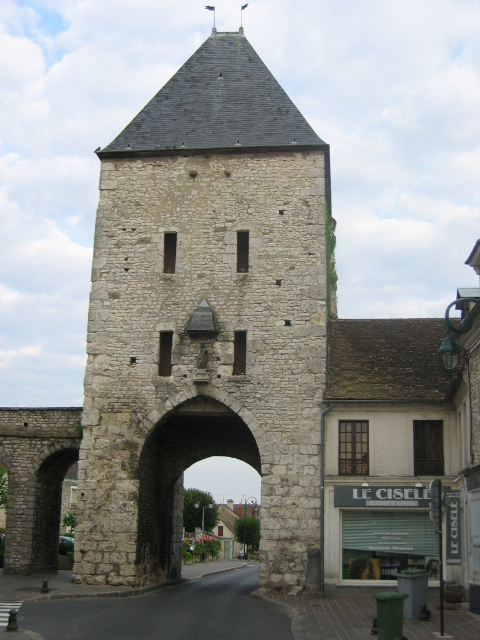
Porte Samois et la borne royale à son coin à droite.

  - la porte de Grez/Orléans, vers la forteresse de Grez (contrairement aux deux autres, il n'en reste plus aucune trace aujourd'hui).
- l'église Notre-Dame, de style gothique (XIIe – XVe siècle)[35] ;
  - Orgue buffet Renaissance, partie instrumentale du XVIIe siècle, deux claviers plus pédalier, seize jeux, classé monument historique, restauration/reconstitution par l'atelier Giroud et inauguré en 2002. Sur l'écusson du tuyau central, est écrit : « Cette orgue a été faite par moy François Ducastel, facteur d'orgue, natif d'Abbeville, du temps de Messire François Chevrier, prêtre de cette église Notre Dame de Moret, et Mess. Voyer, Bourry et Bouquet, marguillers de la dite église en l'année 1664 et l'organiste Bourgoin maître des escoles de cette ville »
- le donjon du château de Moret, XIIe siècle (partiellement détruit à la Révolution et transformé au cours du XIXe siècle)[36] ;
- l'ancien prieuré de Pont-Loup (nom qui veut dire « pont sur le Loing ») dont il ne reste plus que sa chapelle. L'édifice sert maintenant de salle d'exposition ;
c'est la plus ancienne construction encore existante de Moret[37].
- le pont sur le Loing datant du XIIe siècle (mais le folklore local veut que Jules César en ait construit le premier avatar) et élargi au XIXe siècle[38] ;
- l'ancienne forteresse sur la rive droite du Loing (vestiges), qui gardait l'autre extrémité du pont.

Le plan de la ville actuelle est encore fortement marqué par cette époque et son sous-sol est percé de nombreuses caves médiévales (notamment Rue Grande 35 et Logis Saint-Jacques).

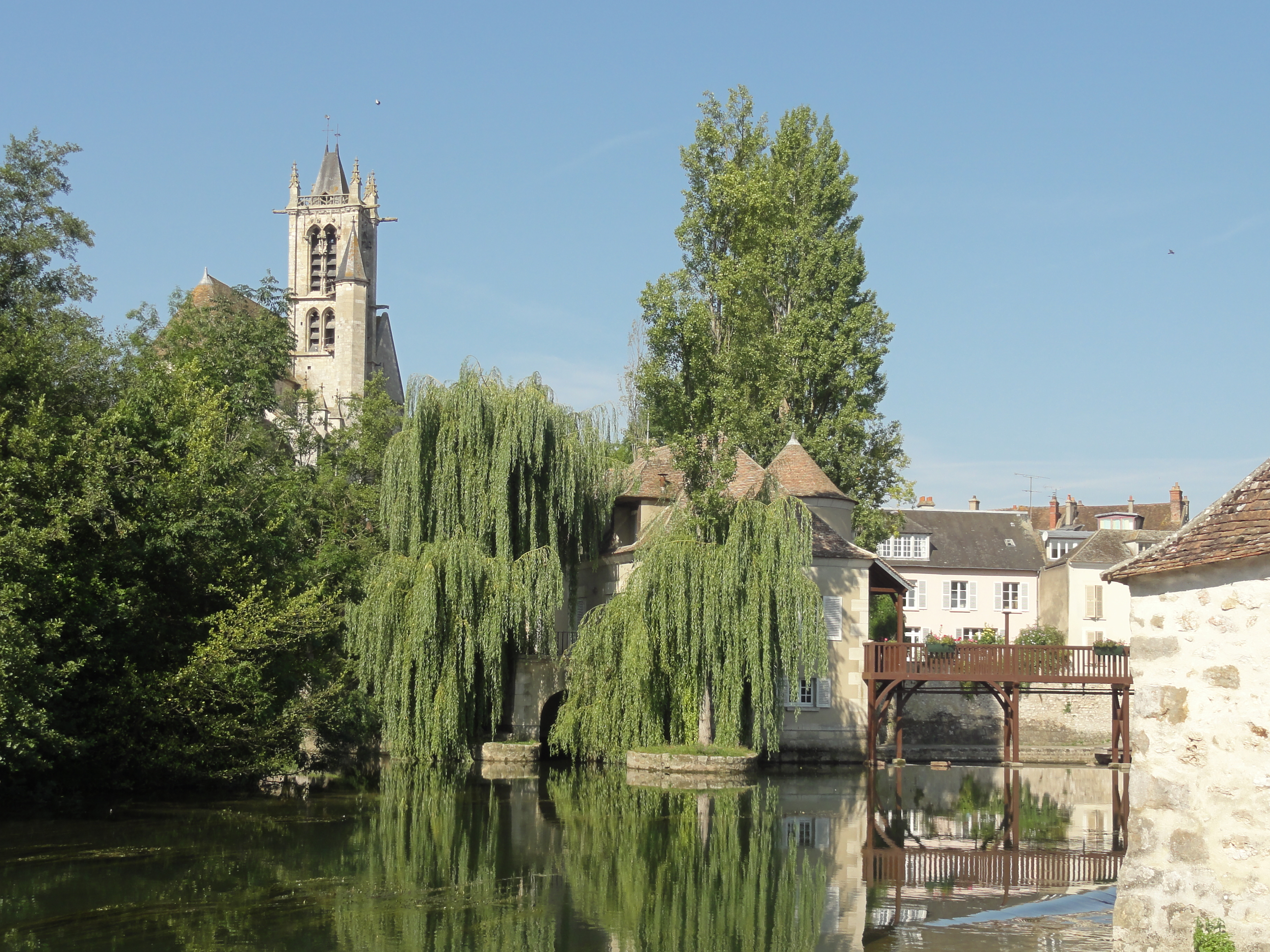
L'église Notre-Dame vue du Loing.
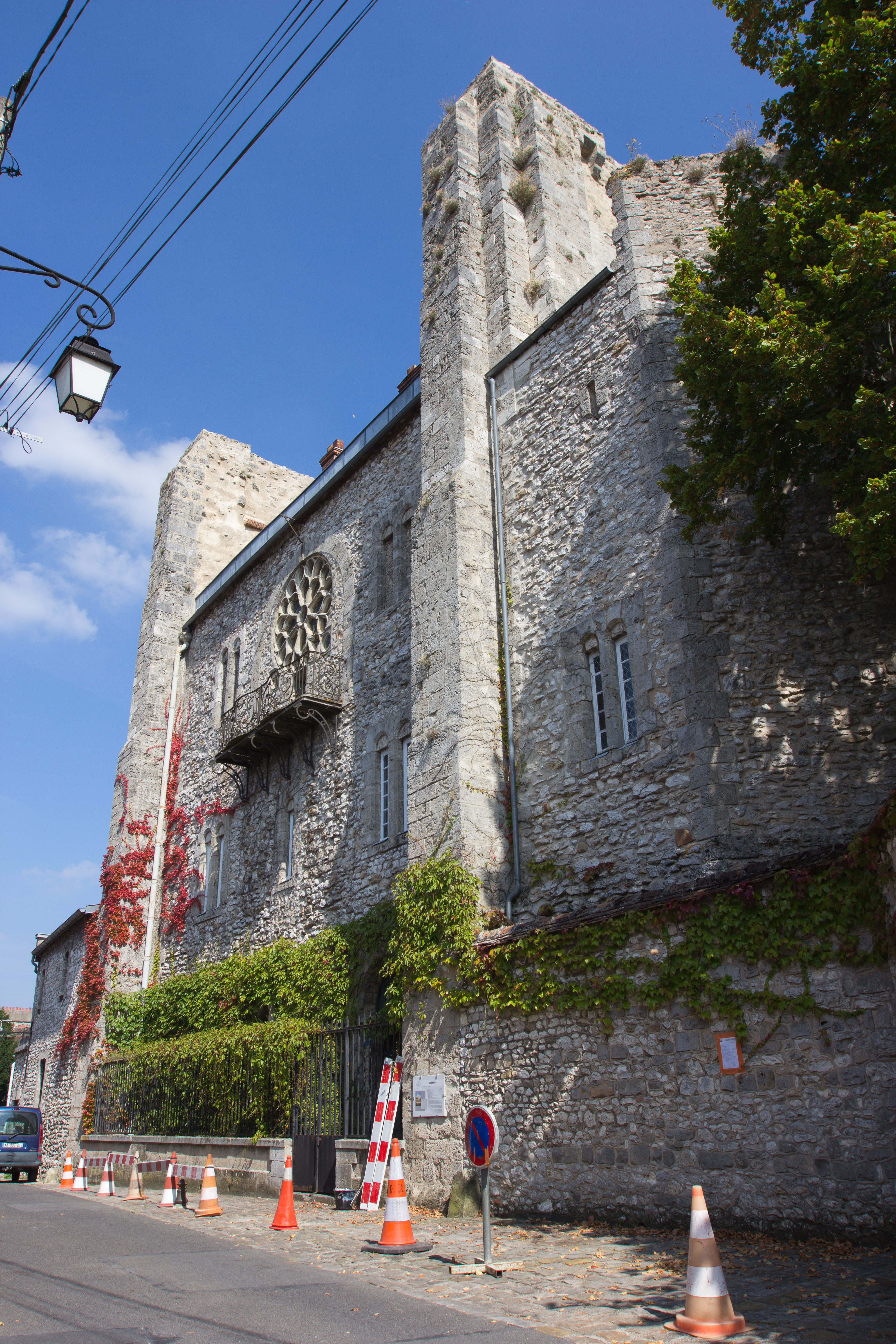
Le donjon du château.
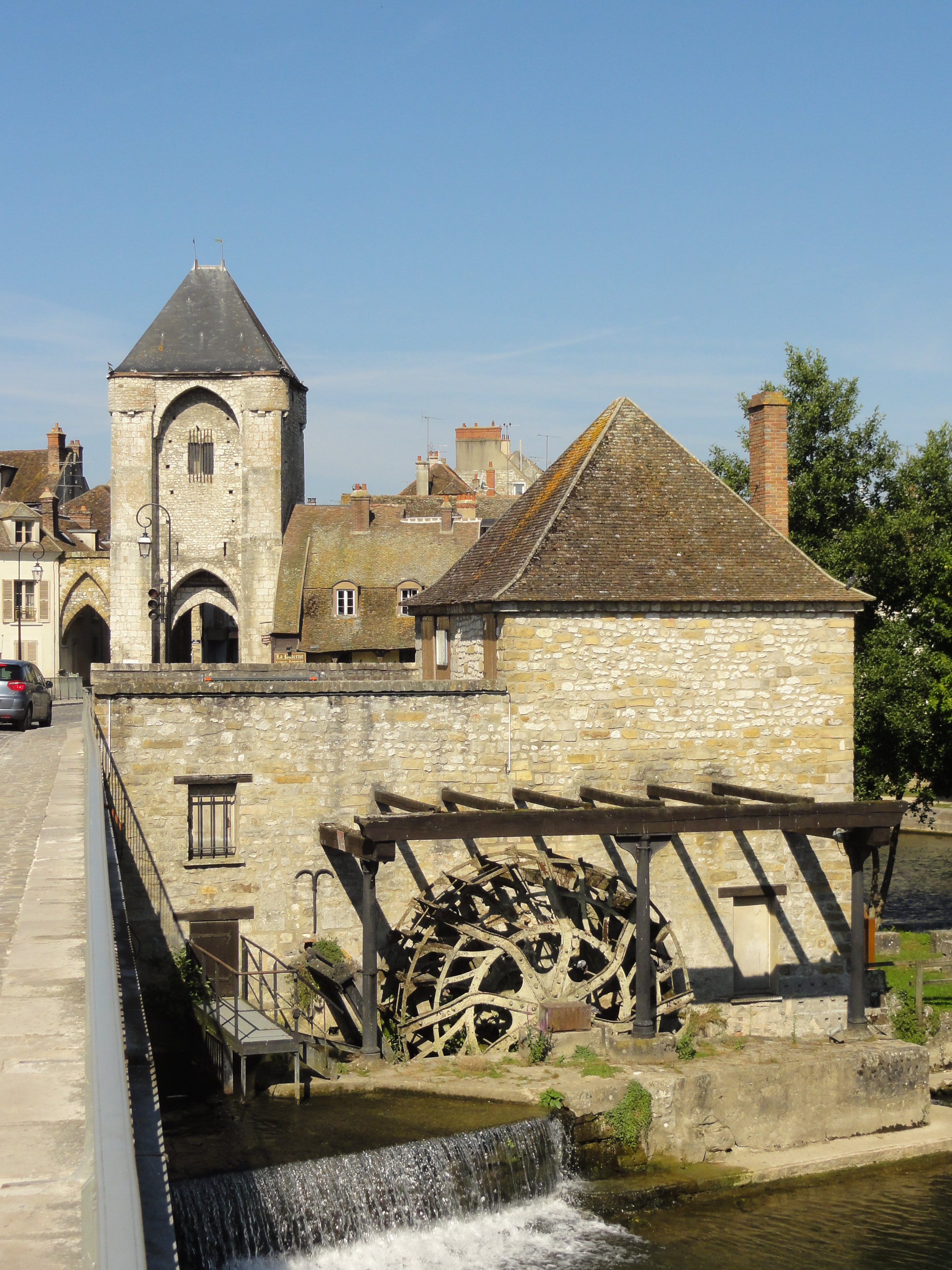
Porte de Bourgogne et moulin Graciot sur le Loing.
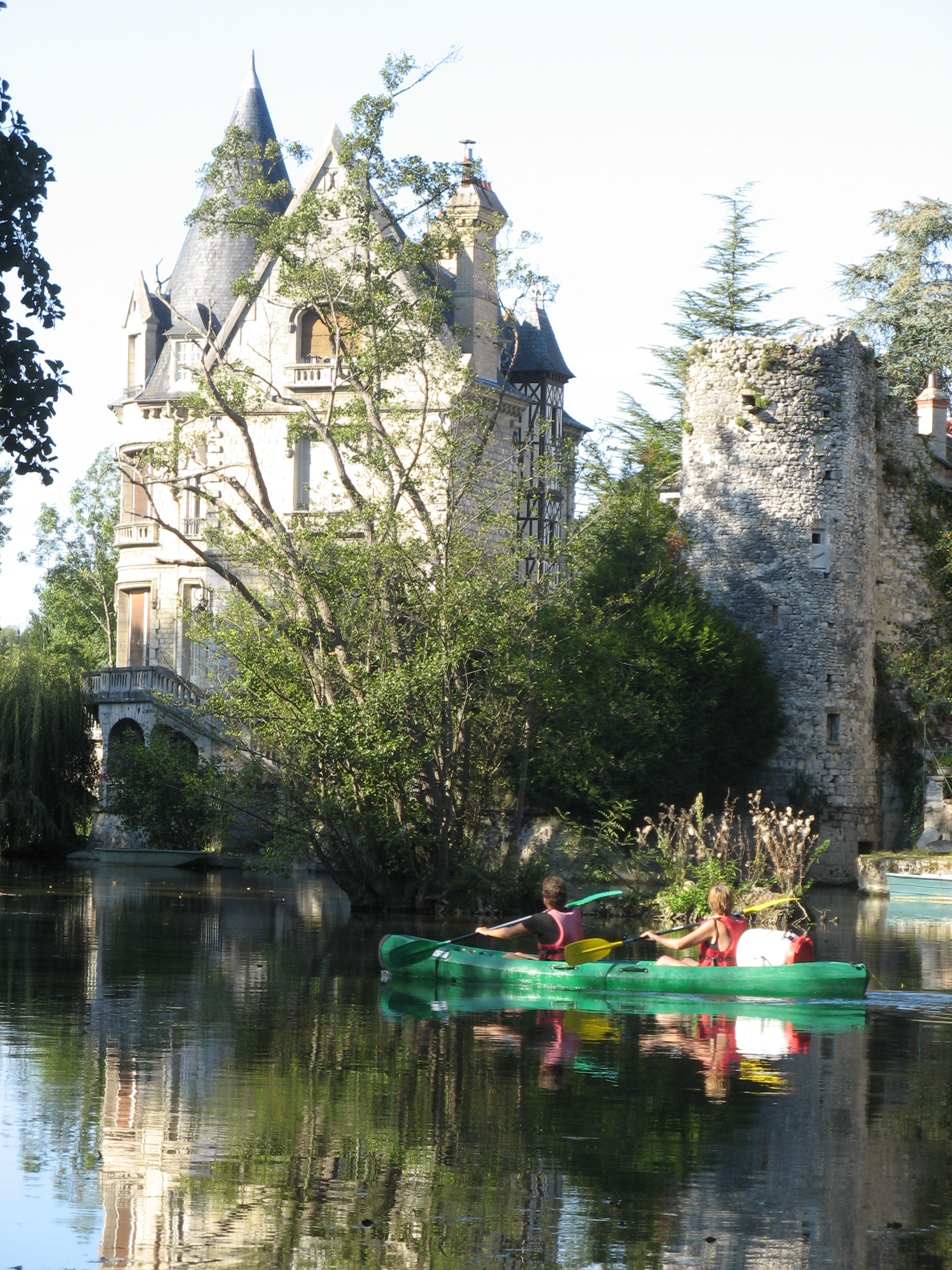
Le Castelet.
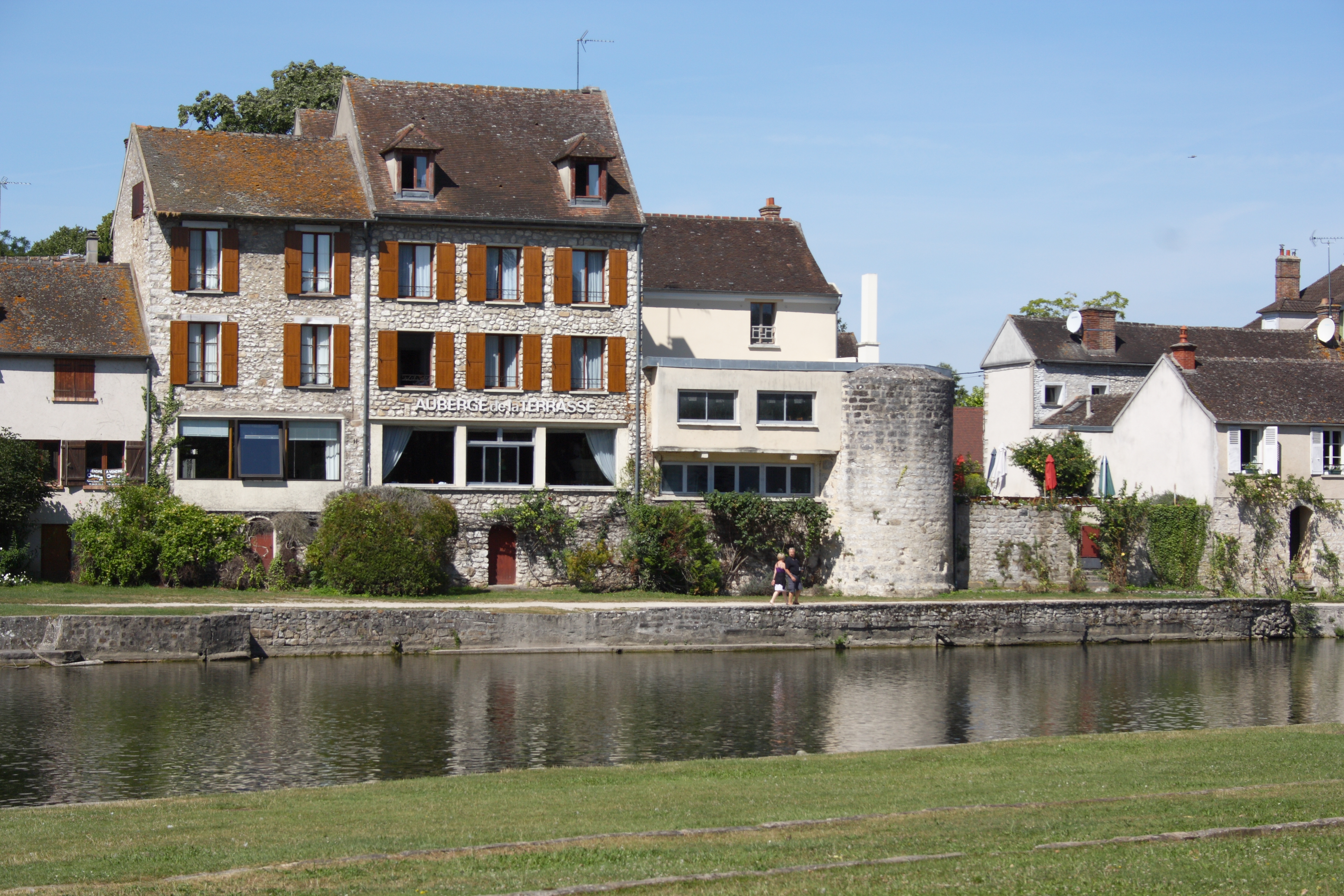
Anciennes fortifications.

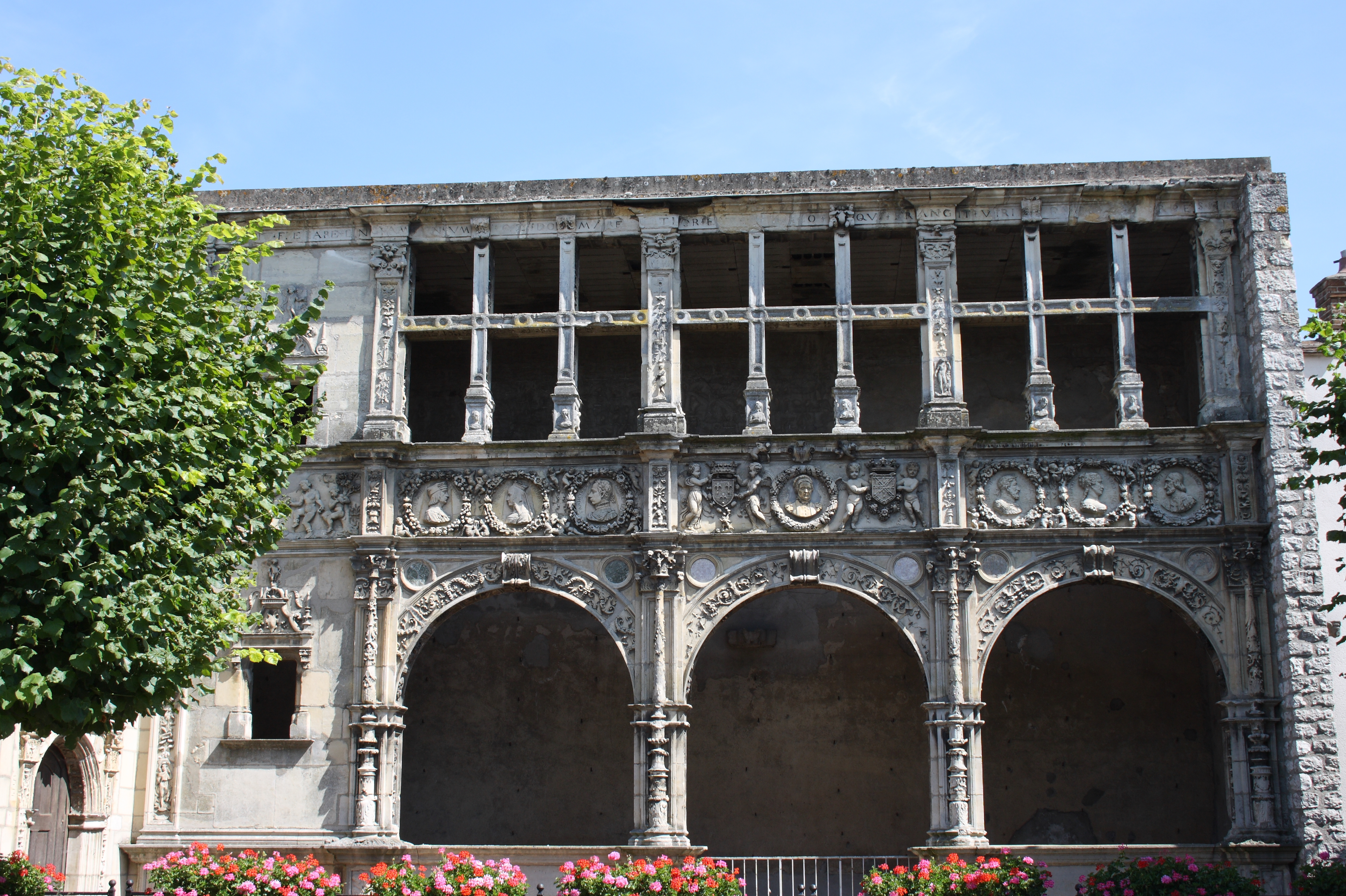
Maison dite de François Ier, façade.

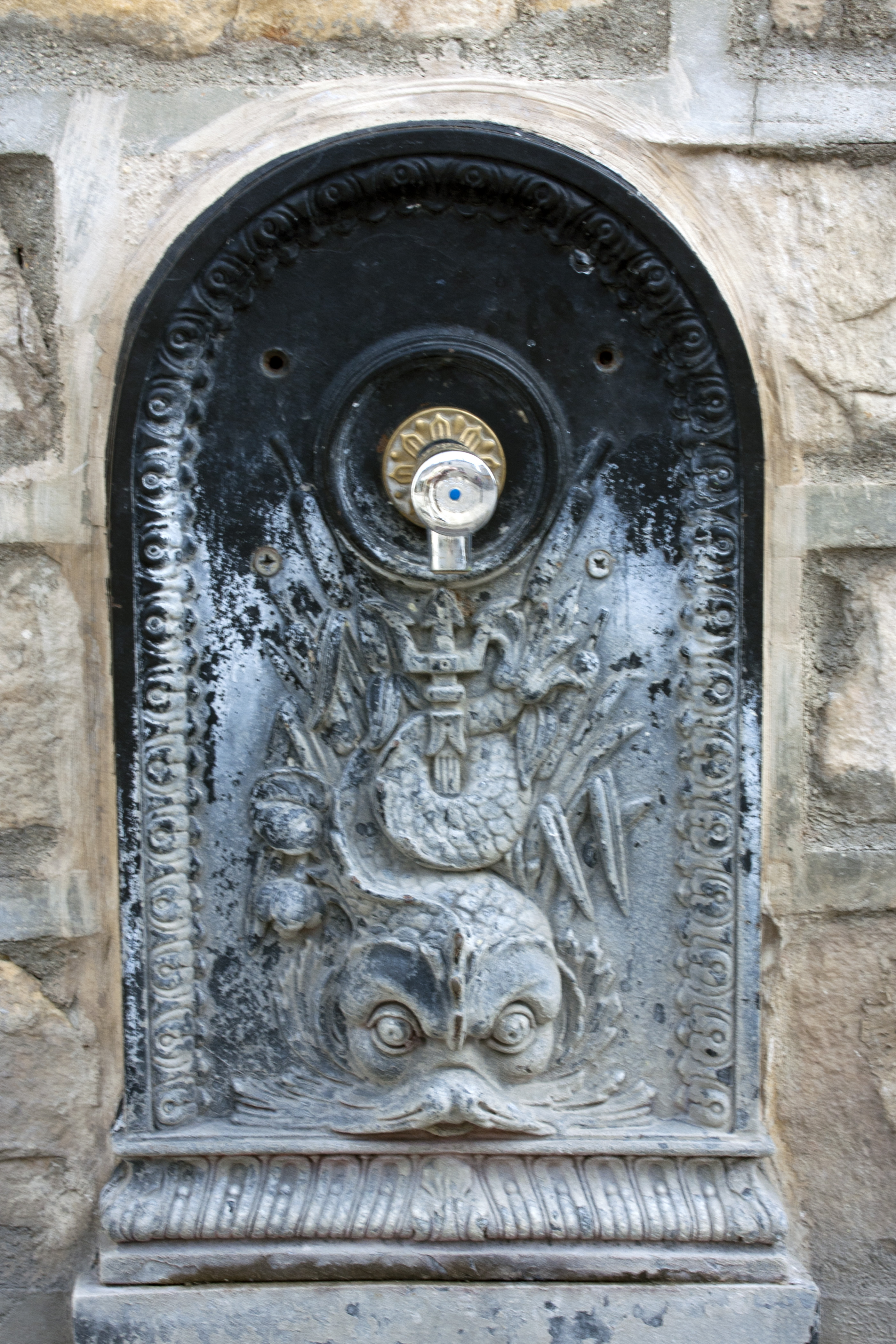
Fontaine, place des Halles.

### Autres monuments
- Façade dite « François Ier »[39], ancien Hôtel Chabouillé.
- La borne royale de route en grès au 1, Grande rue contre l'ancienne porte de la ville[40]. Le no 37 est gravé au dos[41].

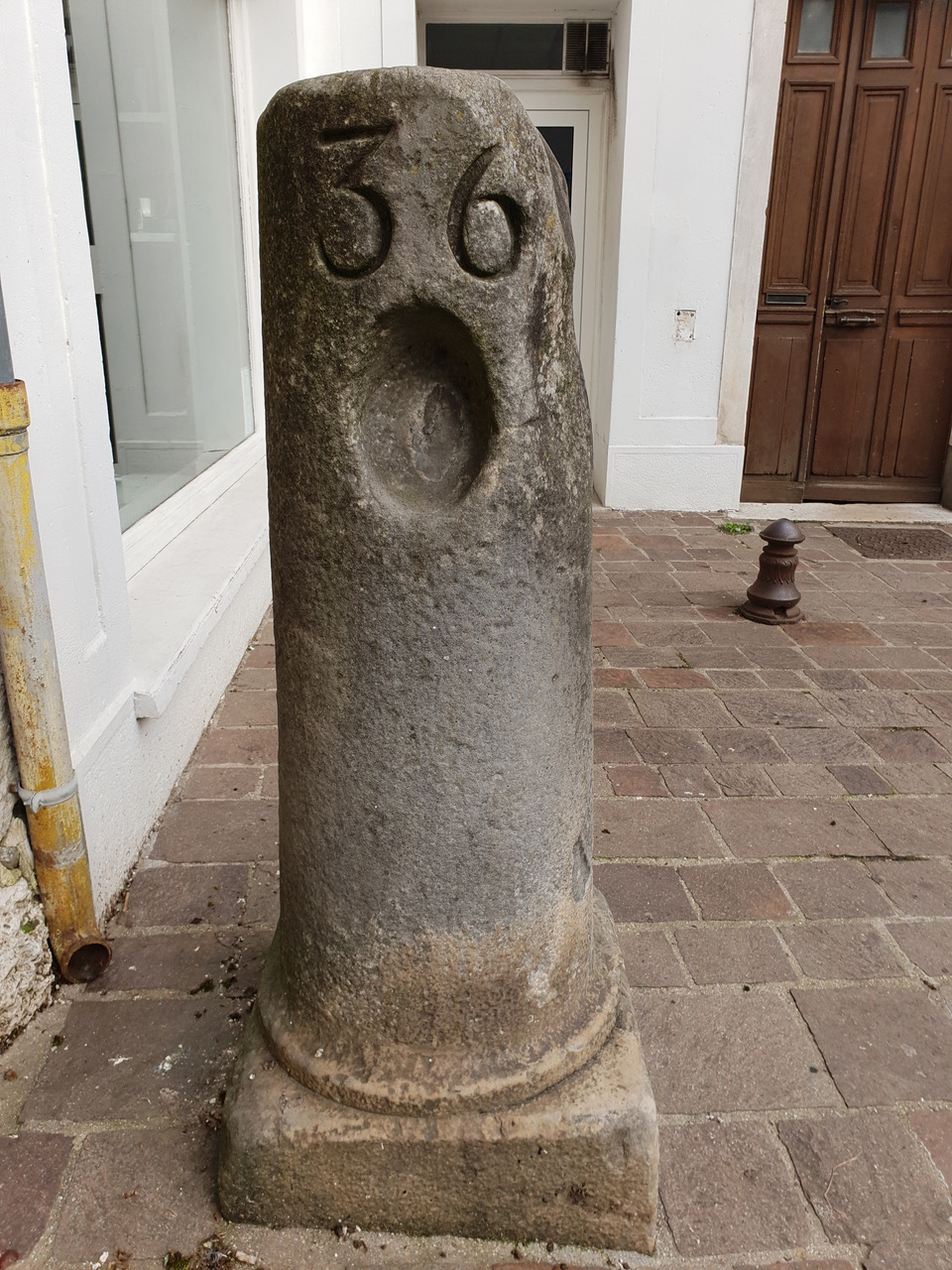
La borne royale.
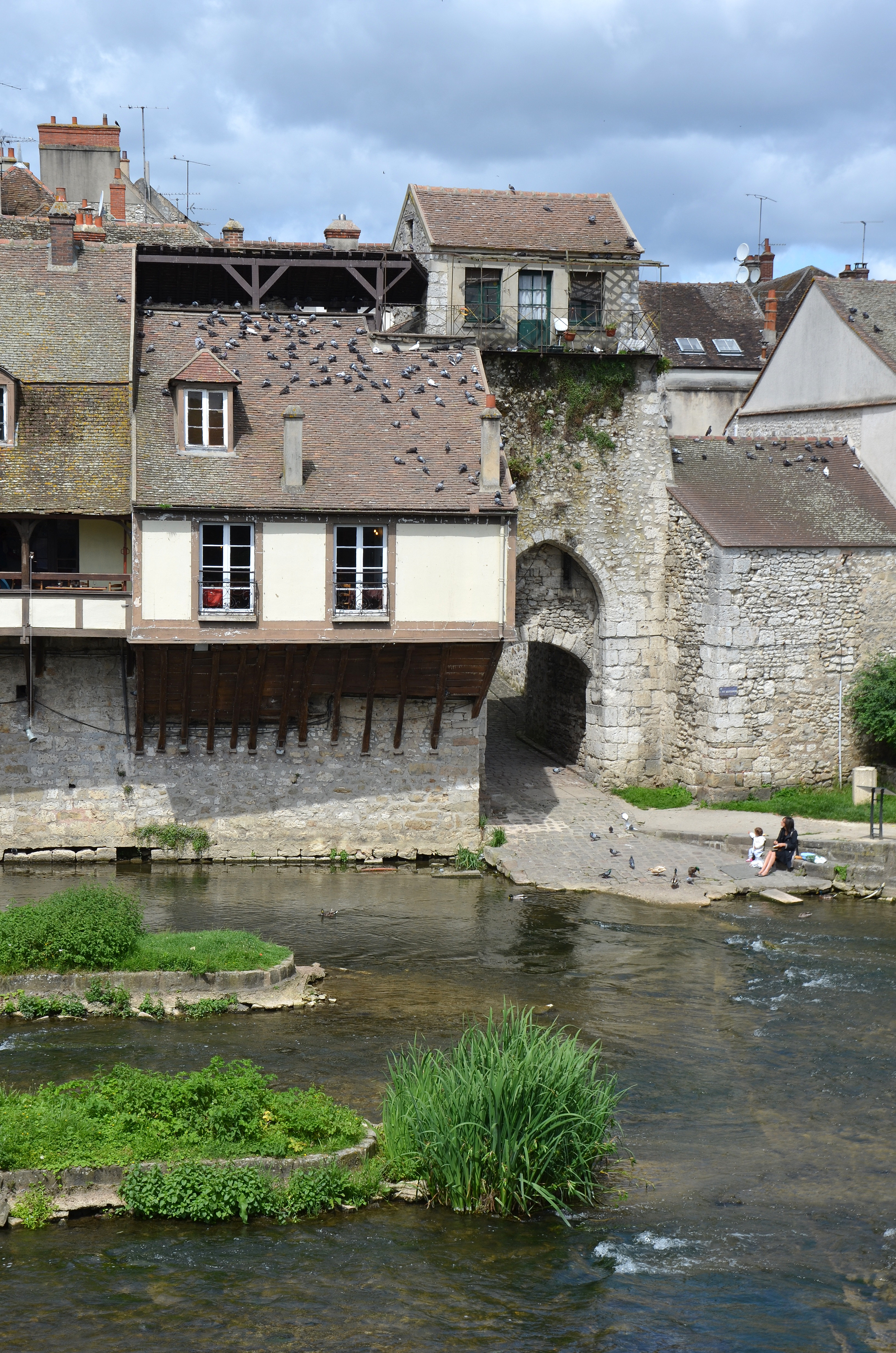
Poterne.
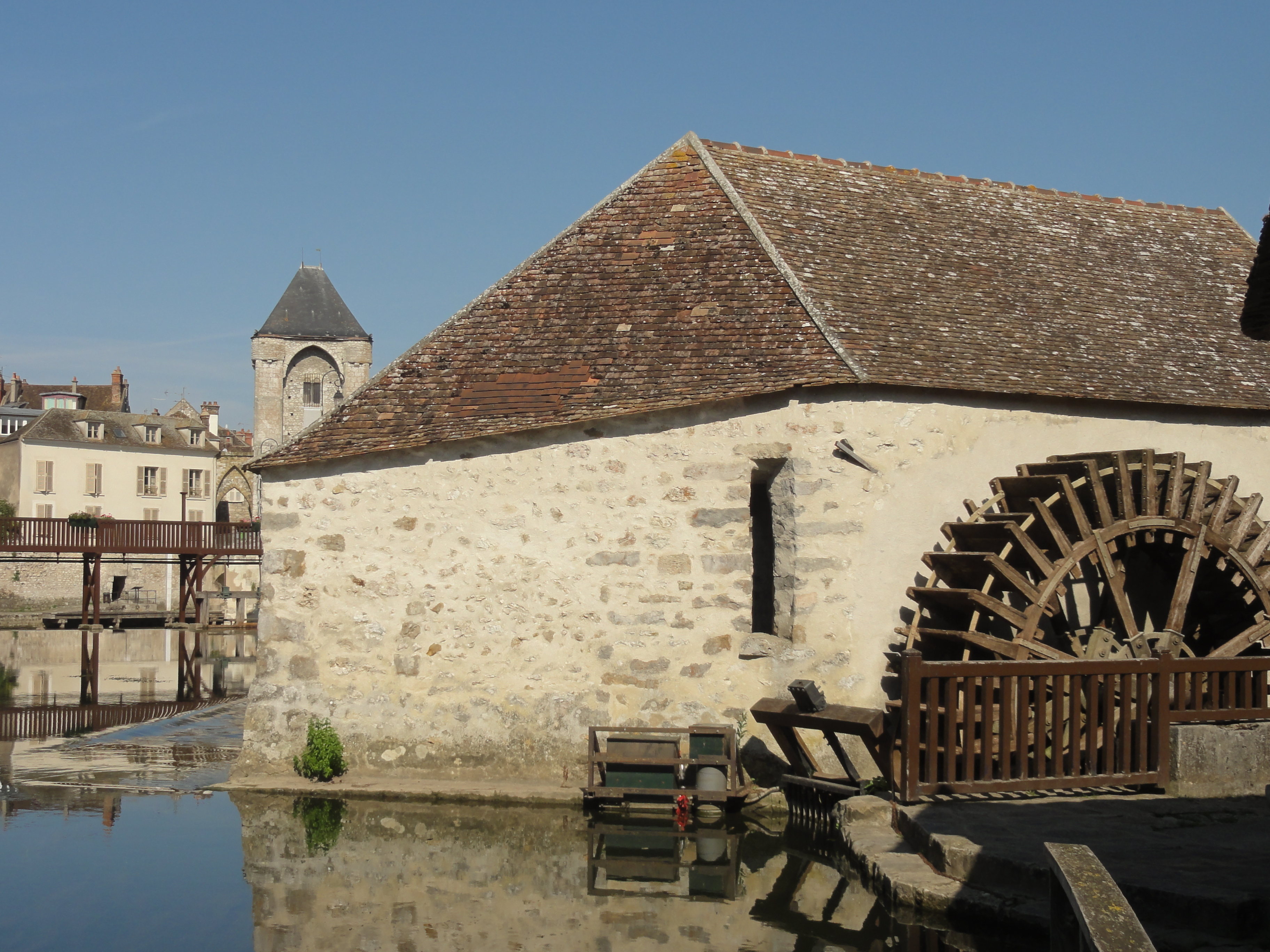
Moulin à tan sur le Loing.
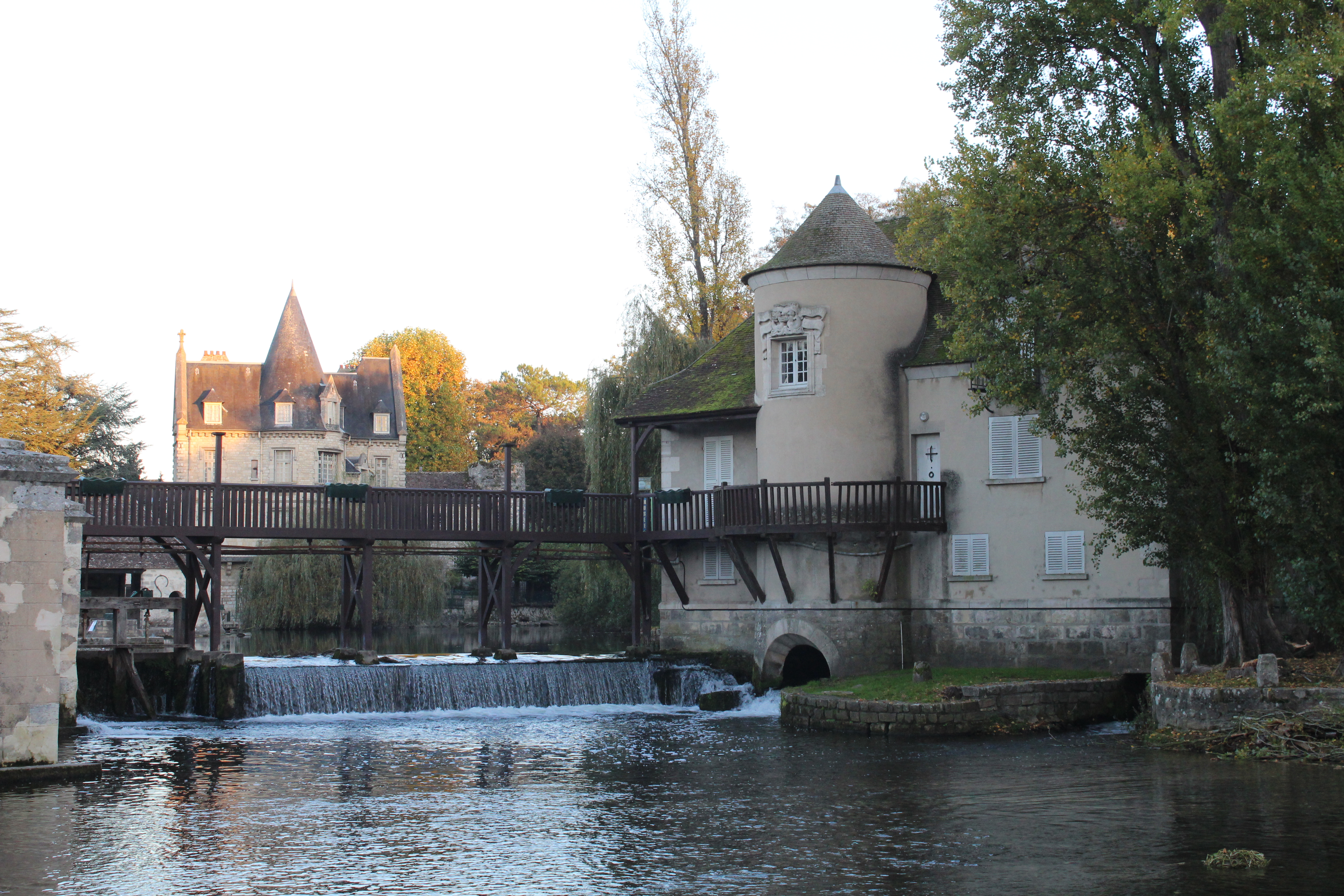
Moulin Provencher.
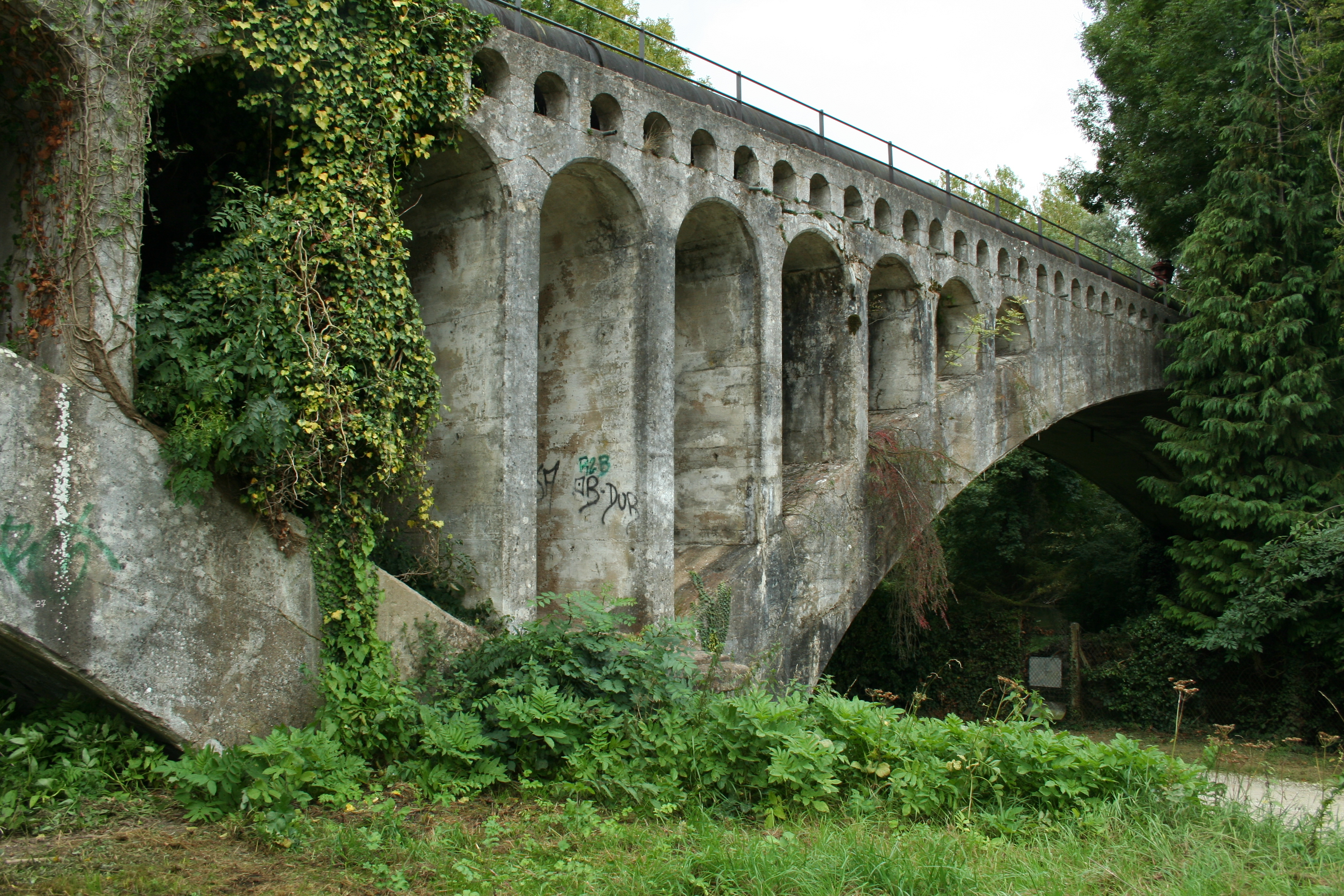
Pont-aqueduc de la Vanne.
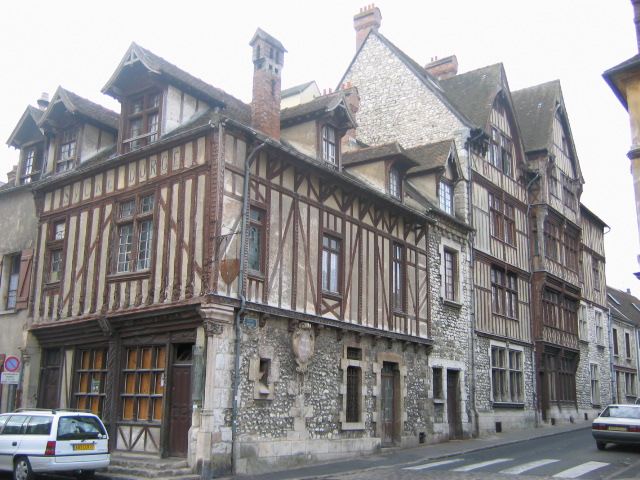
Ancien hospice, rue du Grez.
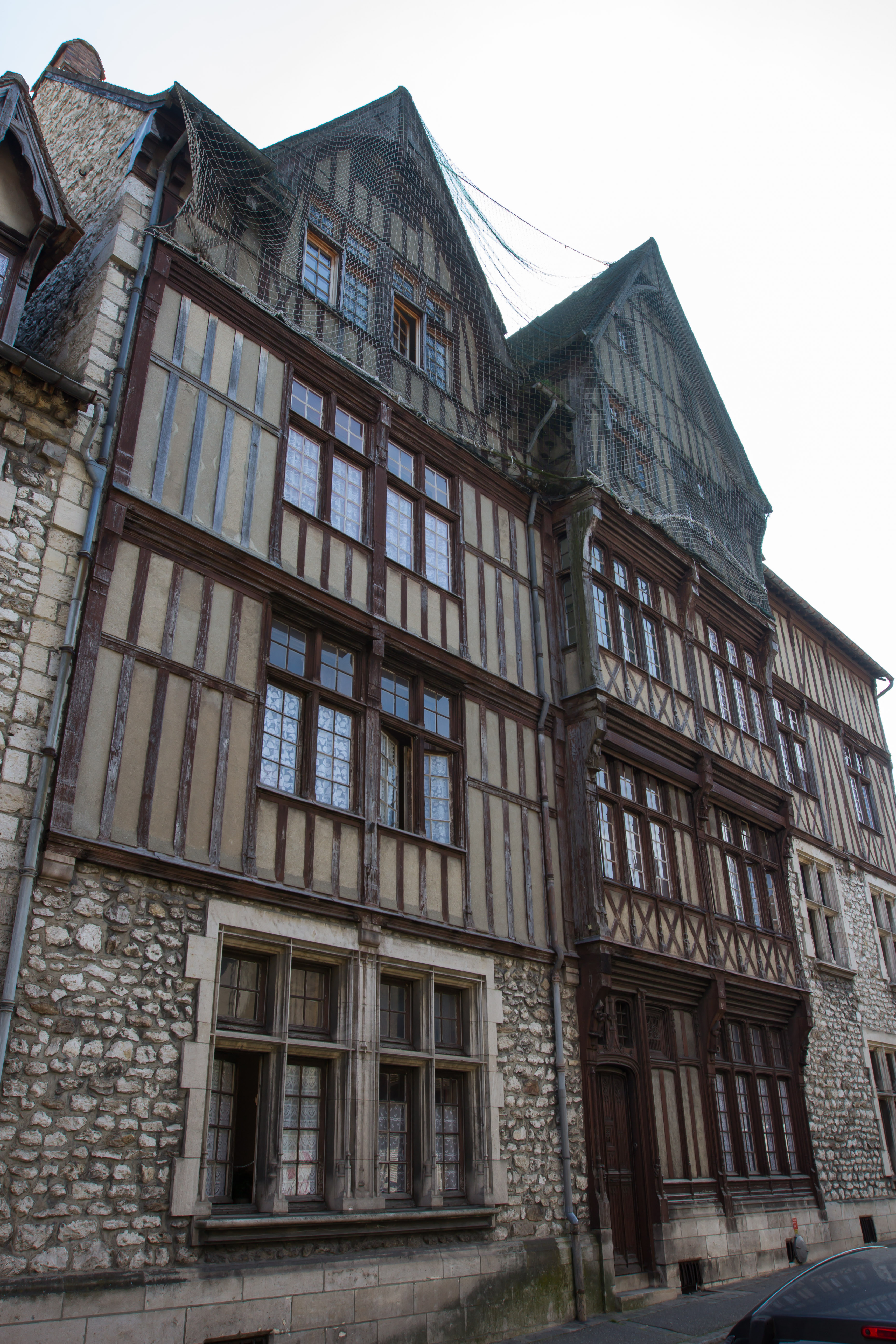
Maisons néogothiques, rue du Grez.
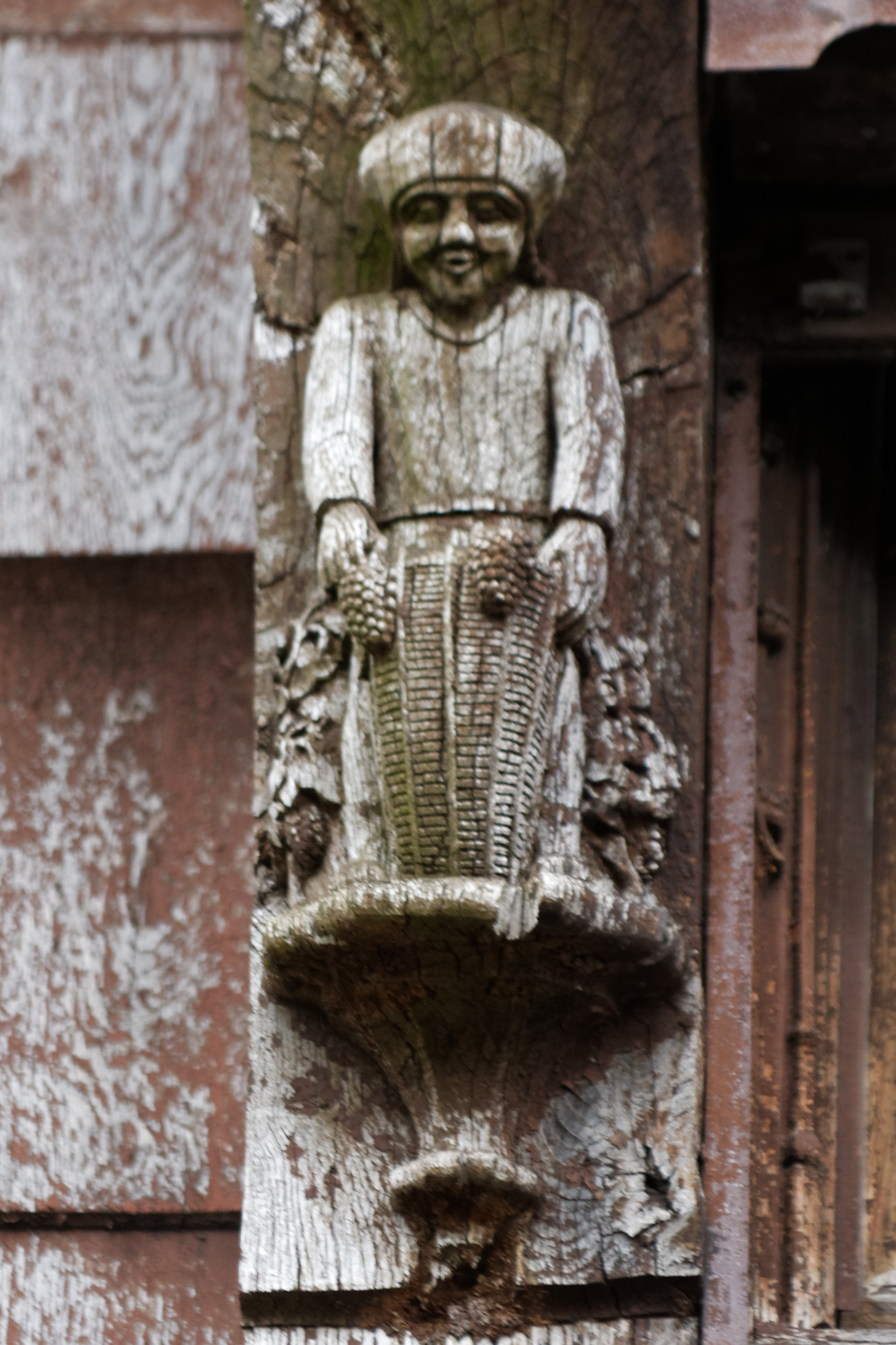
Le vendangeur.
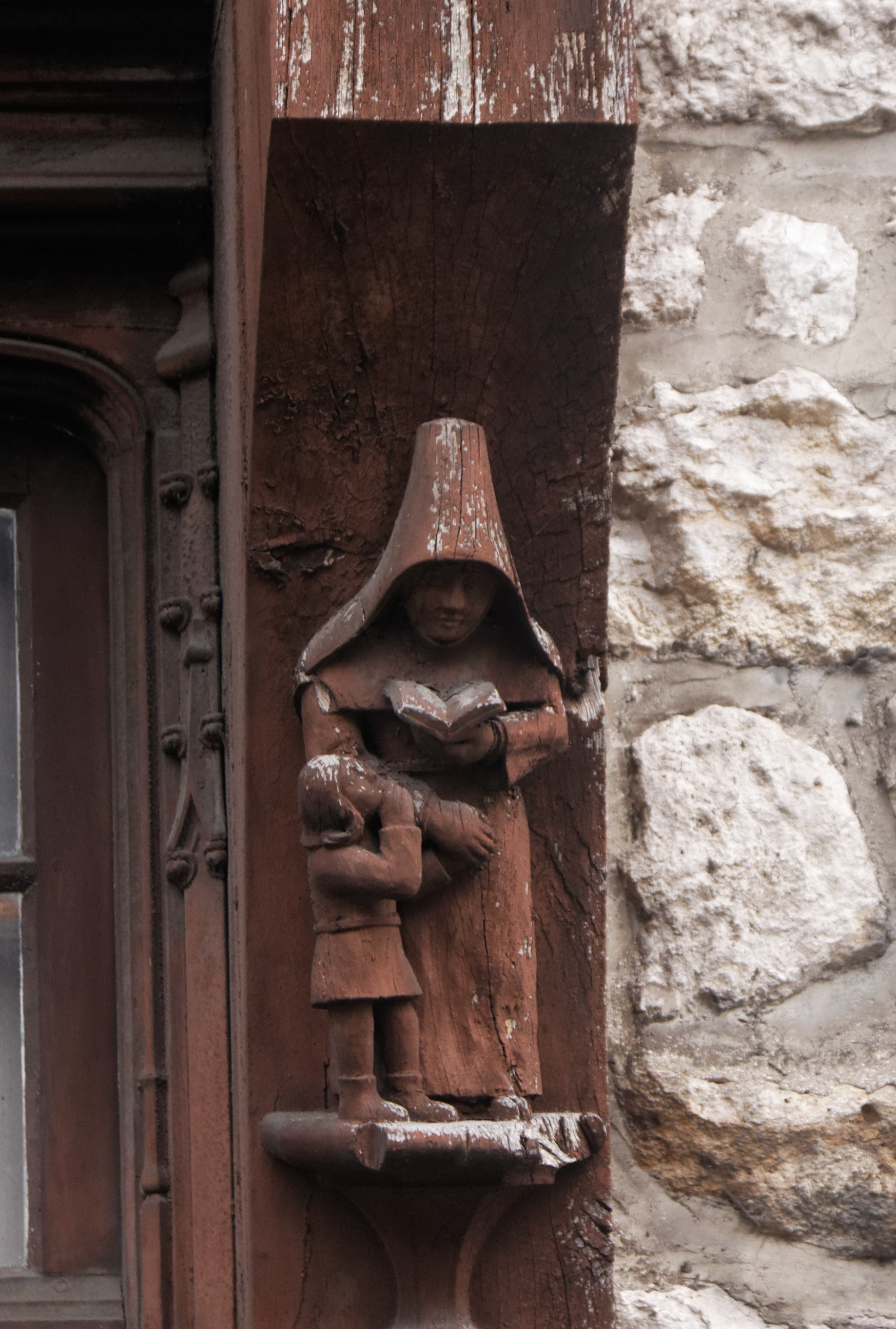
Sœur et orphelin.
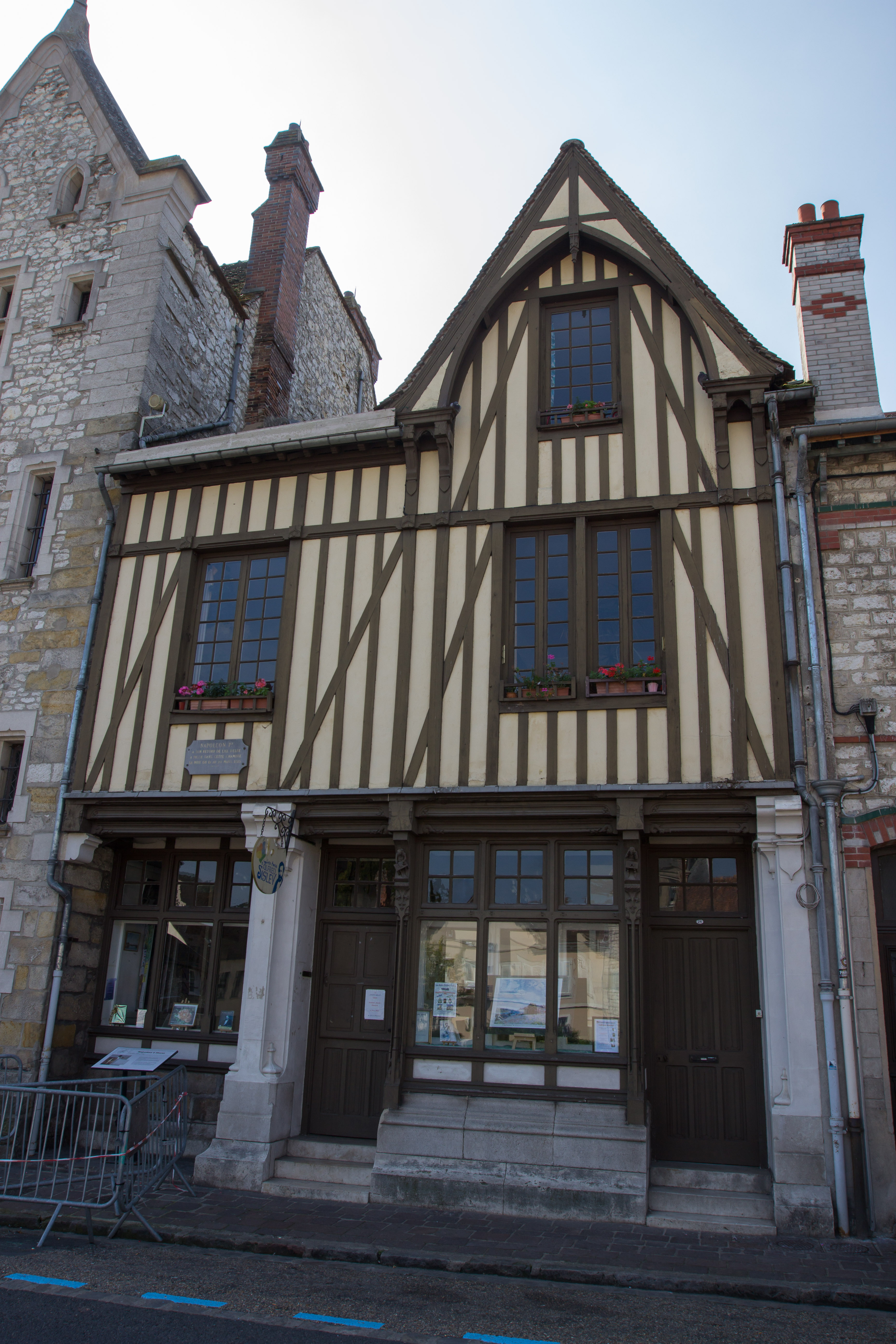
22 rue Grande.

## Moret sur Loing dans la peinture

### Alfred Sisley(1839-1899)
En 1880, des difficultés financières obligent le peintre impressionniste Alfred Sisley à quitter Sèvres, pour la Seine-et-Marne. Il se fixe non loin de Moret-sur-Loing à Veneux-Nadon, un village isolé à soixante-quinze kilomètres au sud-est de Paris.
De 1882 à 1885, Sisley explore les bords du Loing. Entre Moret, ville médiévale de campagne, et Saint-Mammès, réputée pour ses constructions de bateaux et ses activités traditionnelles, il multiplie les points de vue. En 1885, le groupe de maisons situé près des écluses mobilise son attention et lui fournit le motif d'un ensemble de compositions assimilable à une série. Il procède à un relevé systématique des lieux, qu'il consigne dans ses carnets de dessins et annote de détails techniques.
Après avoir séjourné à By et Veneux-Nadon, il s'installe définitivement à Moret en février 1889, d'abord rue de l'Église puis, probablement à partir de 1892, au 19, rue Montmartre. Il est enterré dans le cimetière de Moret.

Alfred Sisley à Moret
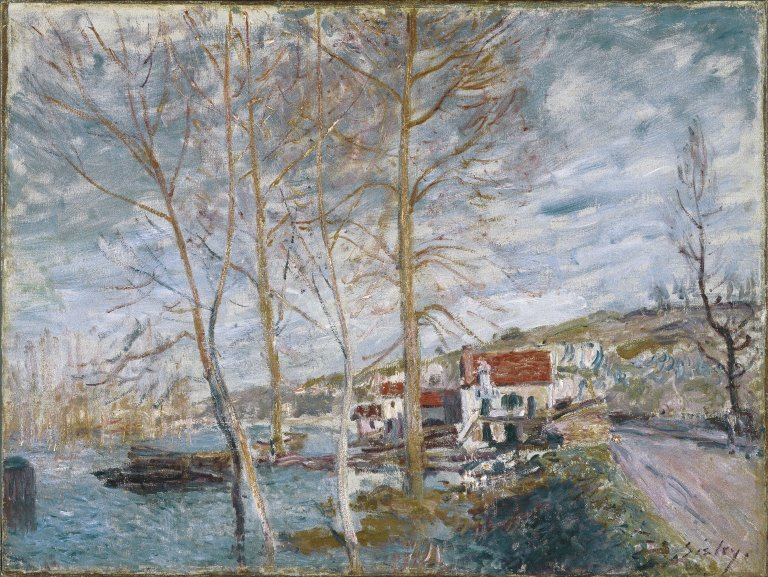
Inondation à Moret, 1879 Brooklyn Museum
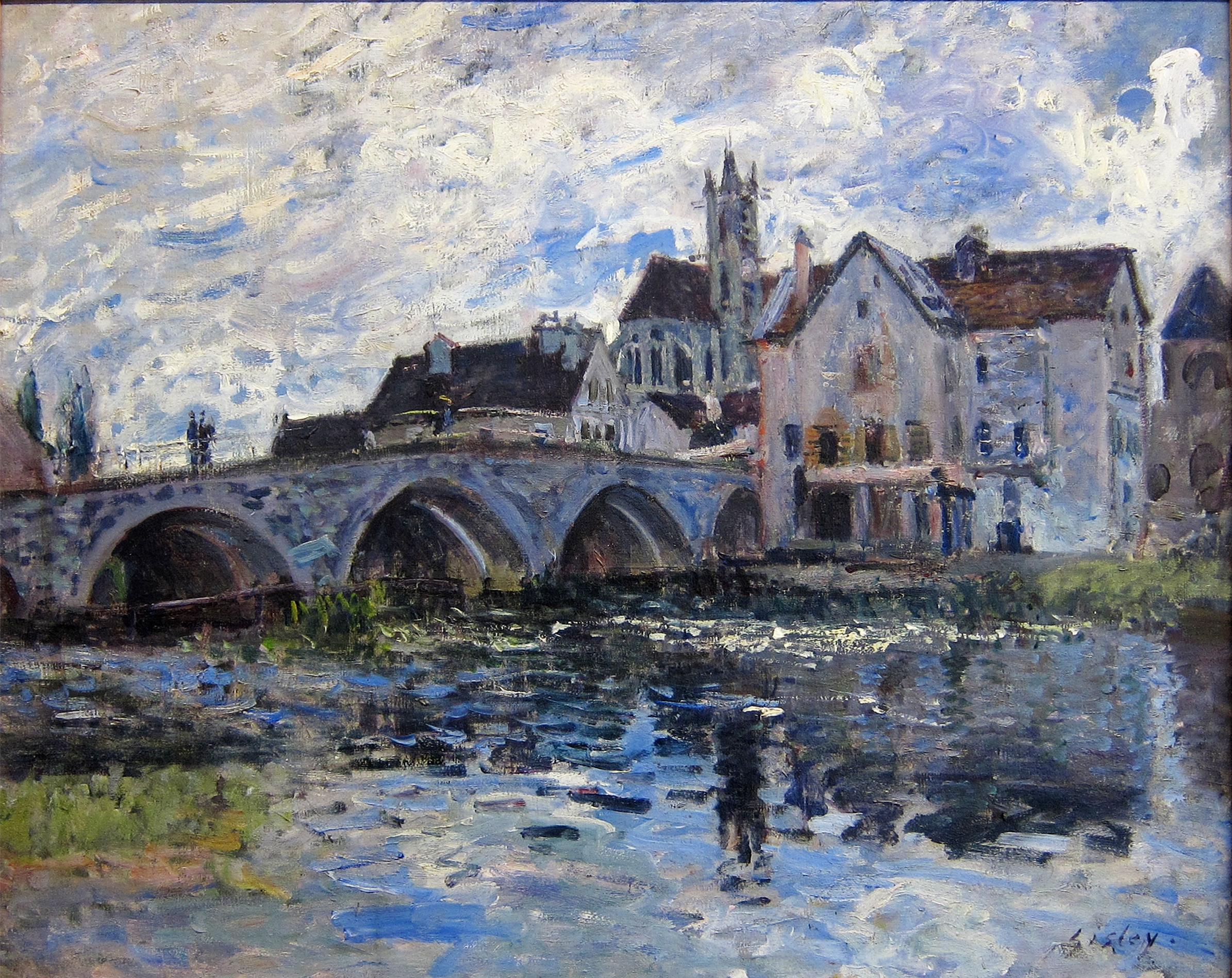
Pont de Moret-sur-Loing, 1887 Musée André Malraux, Le Havre
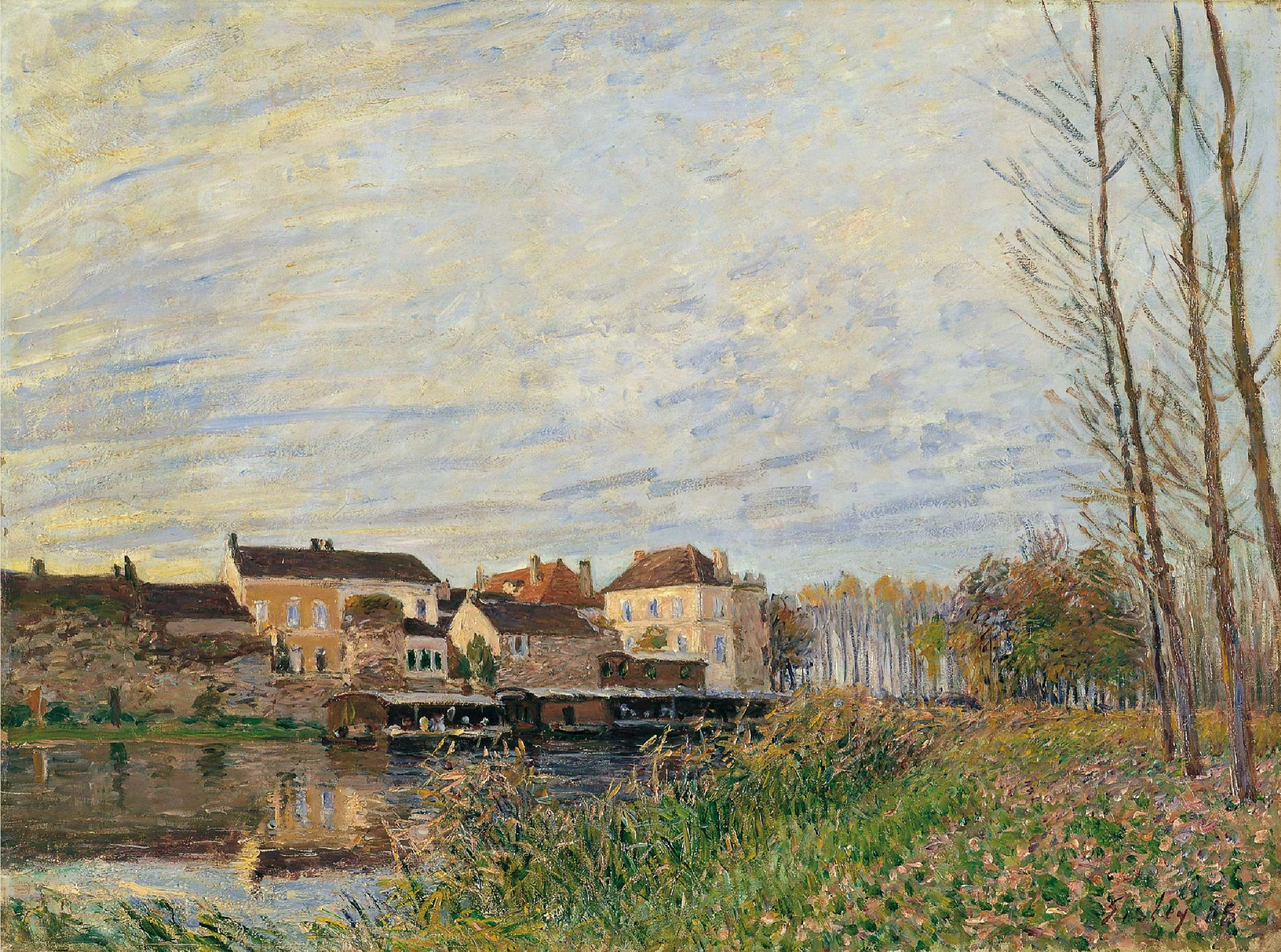
Un après-midi à Moret, fin octobre, 1888 Madrid, Musée Thyssen-Bornemisza
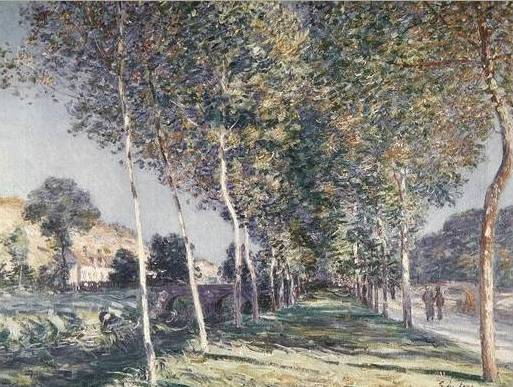
Allée de peupliers aux environs de Moret-sur-Loing, 1889 Paris, musée d'Orsay
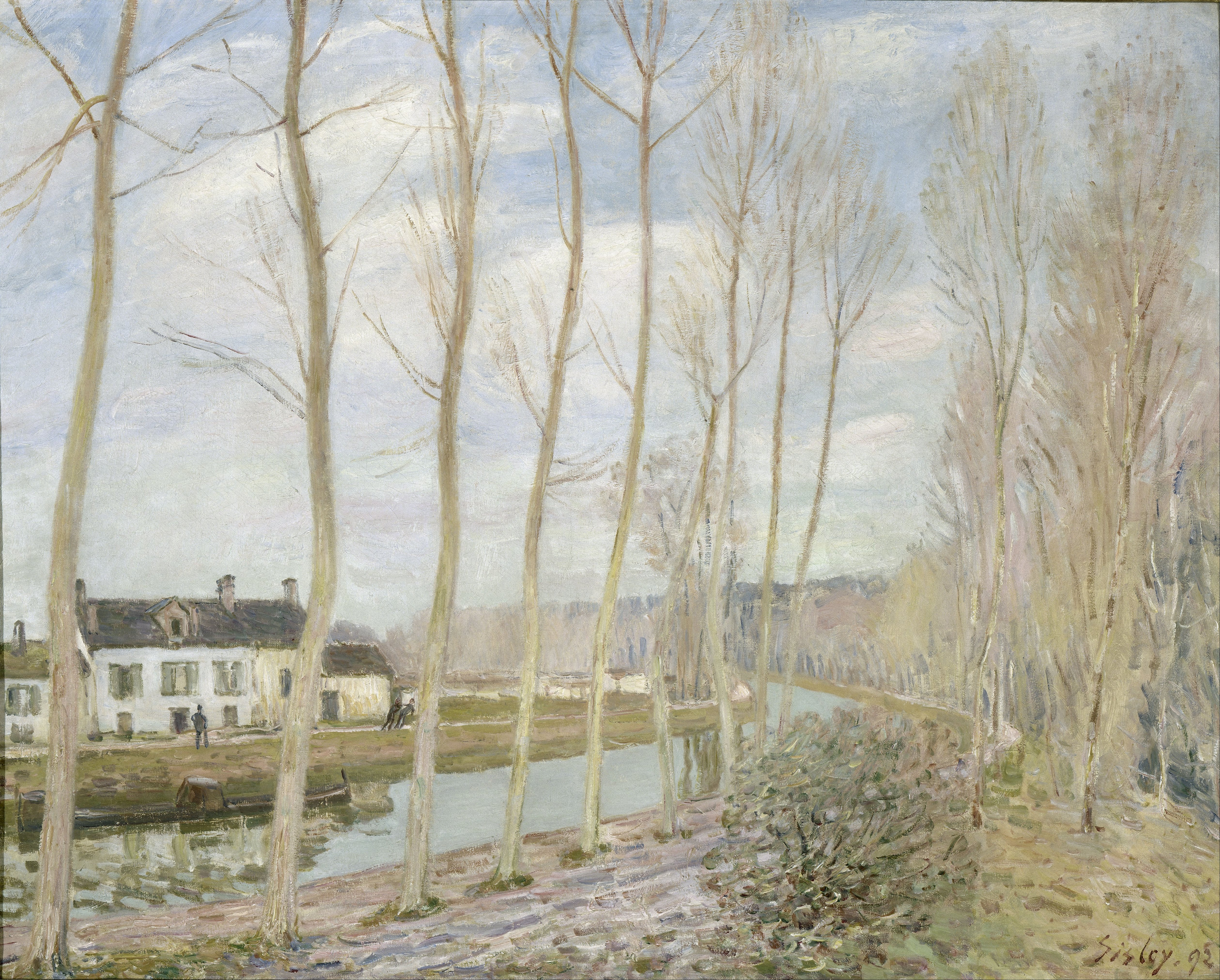
Le Canal du Loing, 1892 Musée d'Orsay
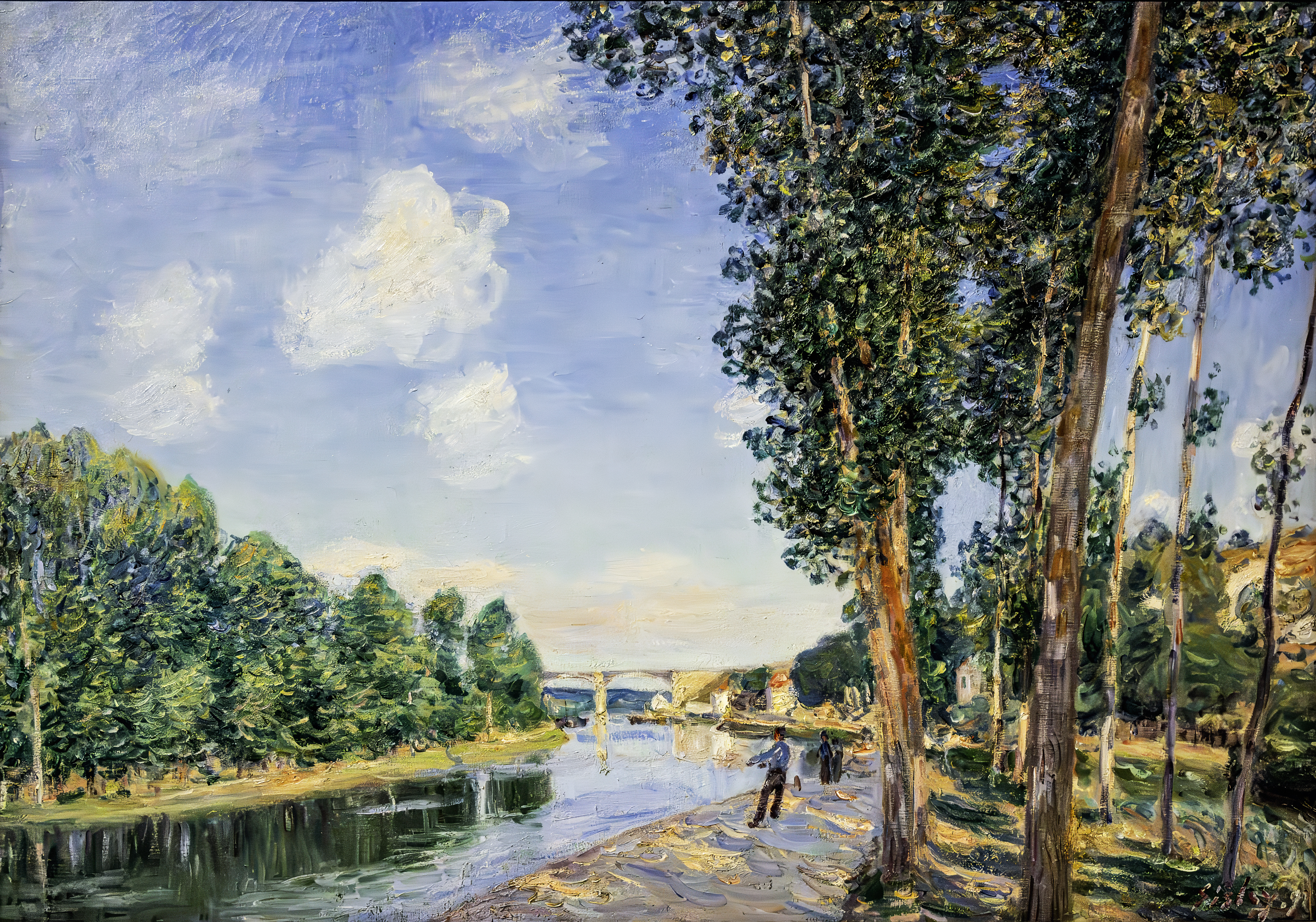
Le Méandre du Loing, 1893 Barcelone, Museu Nacional d'Art de Catalunya
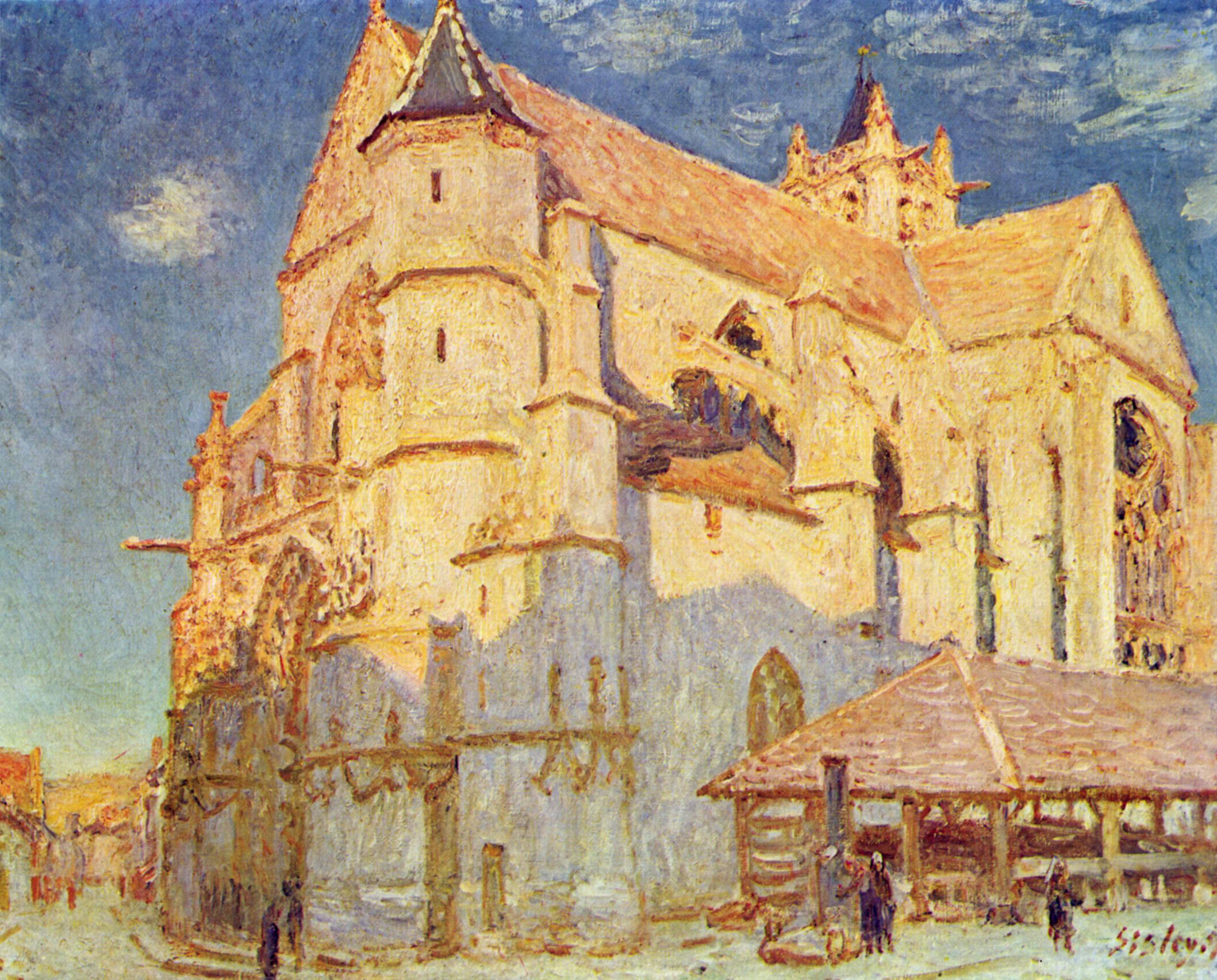
L'Église de Moret, temps de gelée (plein soleil), 1893 Musée des beaux-arts de Rouen
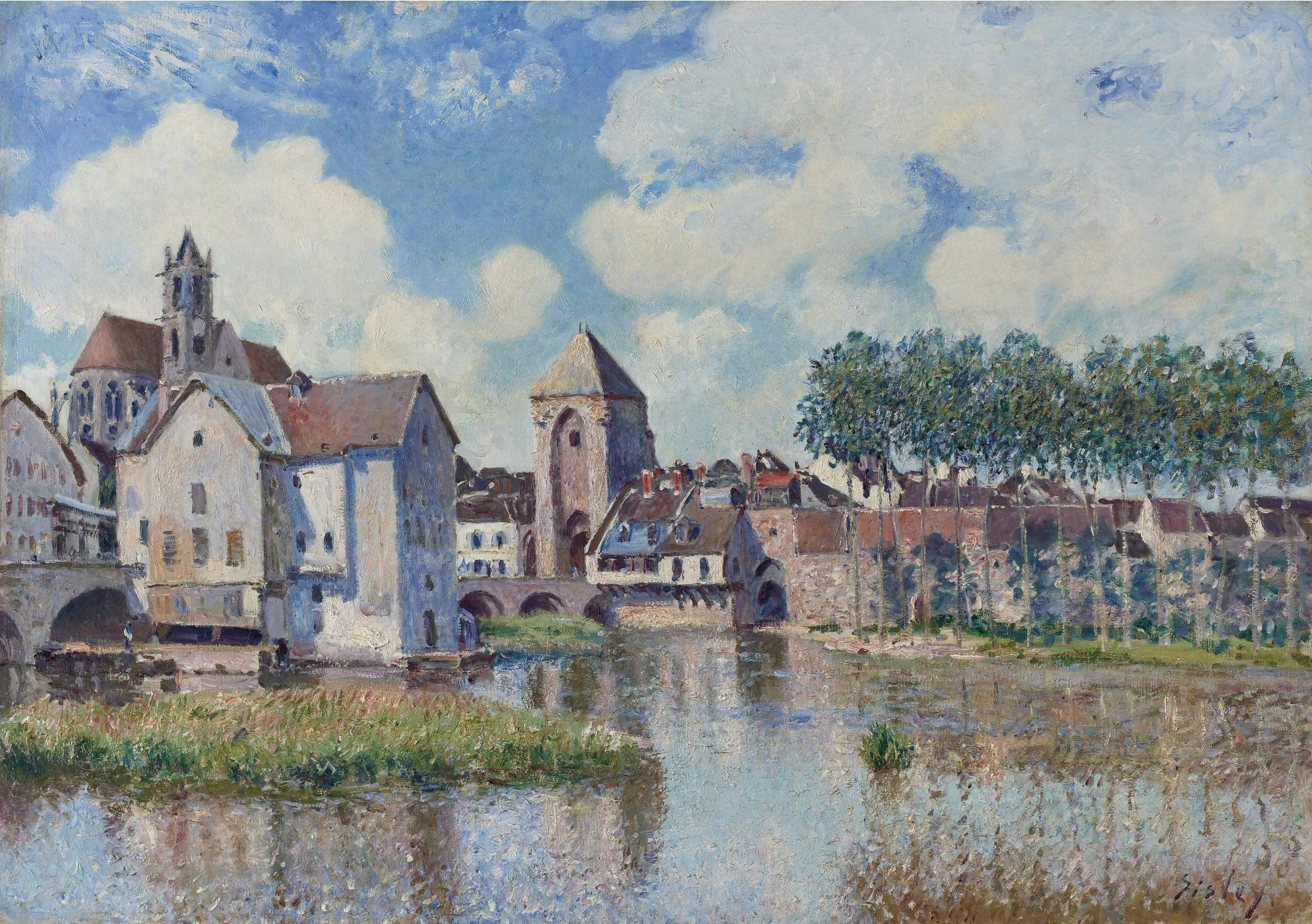
Alfred Sisley - Moret-sur-Loing (1891)

### Autres peintres
De nombreux autres peintres ont représenté Moret-sur-Loing ; la liste ci-après reste très incomplète :
- Pierre de Salis-Soglio : Moret-sur-Loing, vue sur l’église Notre Dame de la Nativité (1860)
- John Peter Russell : Madame Sisley sur les rives du Loing à Moret (1887)
- Adrien Lavieille : Vue de Moret-sur-Loing
- David Howard Hitchcock : Moret sur Loing (1893)
- William Lamb Picknell : Jour gris, Moret (vers 1895) ; Matin sur le Loing à Moret (vers 1895)
- Gustave Loiseau : Le pont de Moret-sur-Loing (1927)
- Antoine Guillemet : Vue sur Moret
- Karl Cartier : Route de Saint-Mammès
- Ferdinand-Jean Luigini : Les vieux moulins (1919)
- Antony Damien : Moulin de Moret
- Zanaroff : Eglise de Moret (1958)
- Paule Soulé (1896-1970) : Pont de Moret-sur-Loing

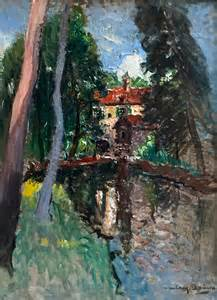
Antony Damien, Moulin Moret sur Loing.
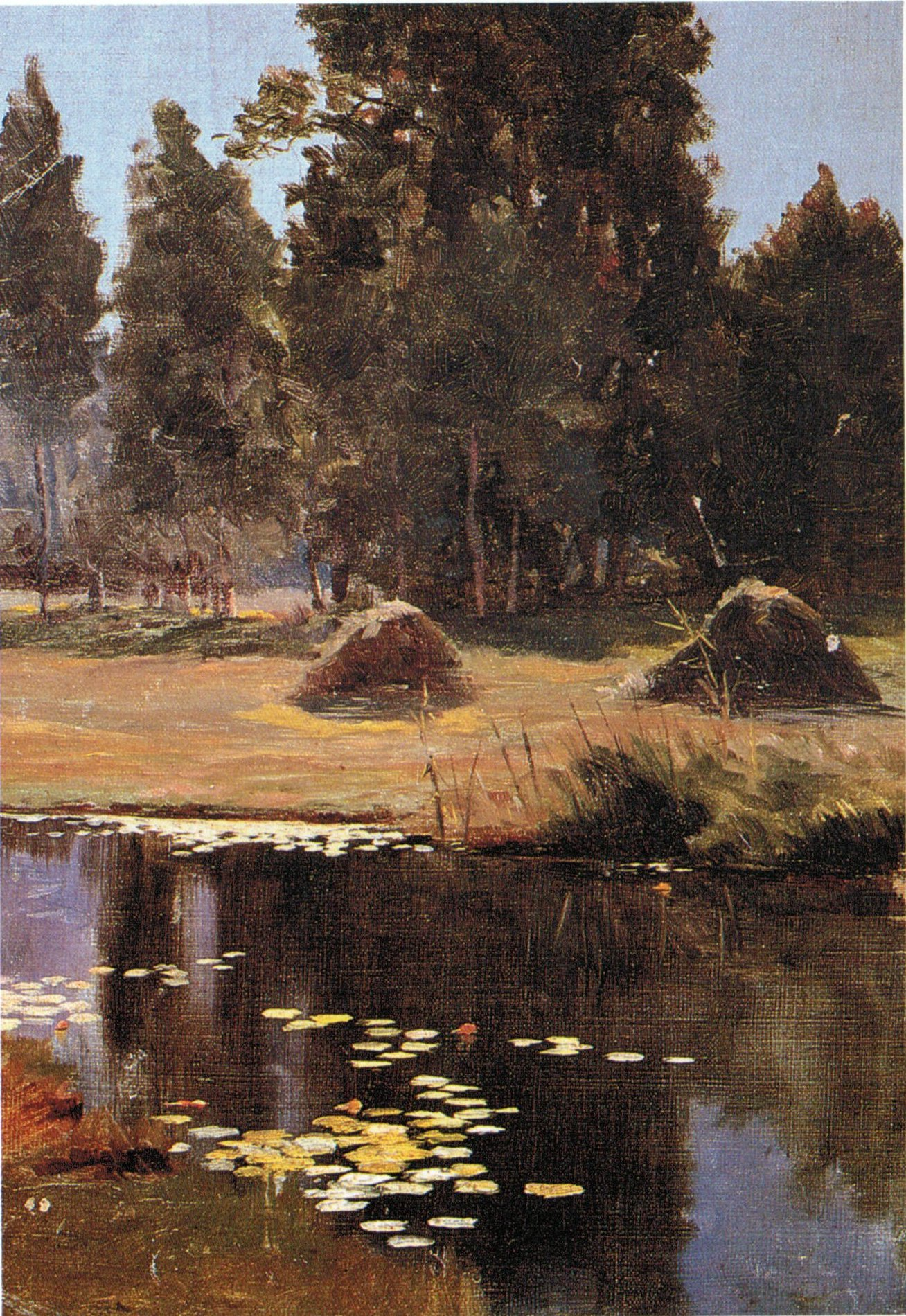
D.H. Hitchcock, Moret sur Loing (1893).
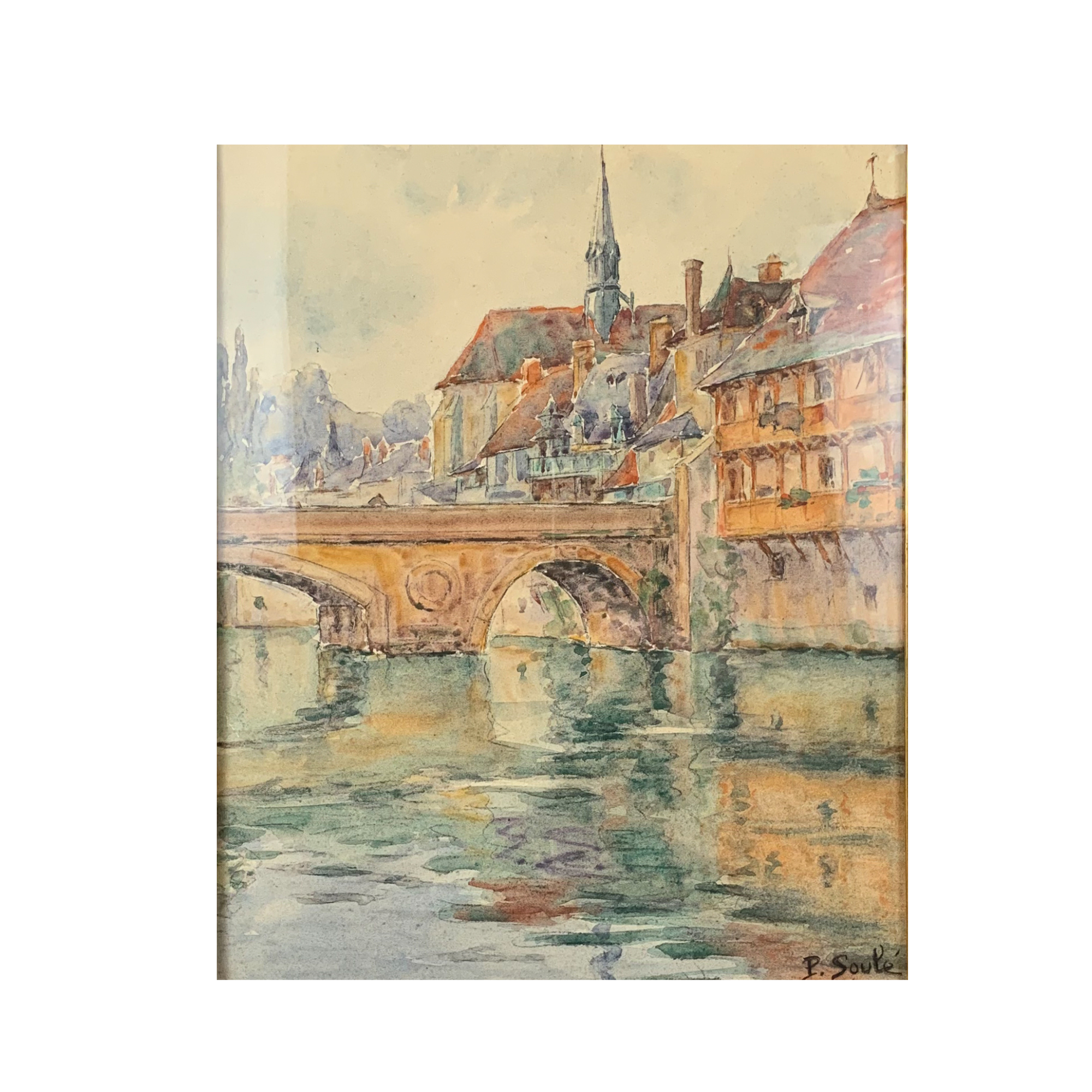
Paule Soulé Moret-sur-Loing.
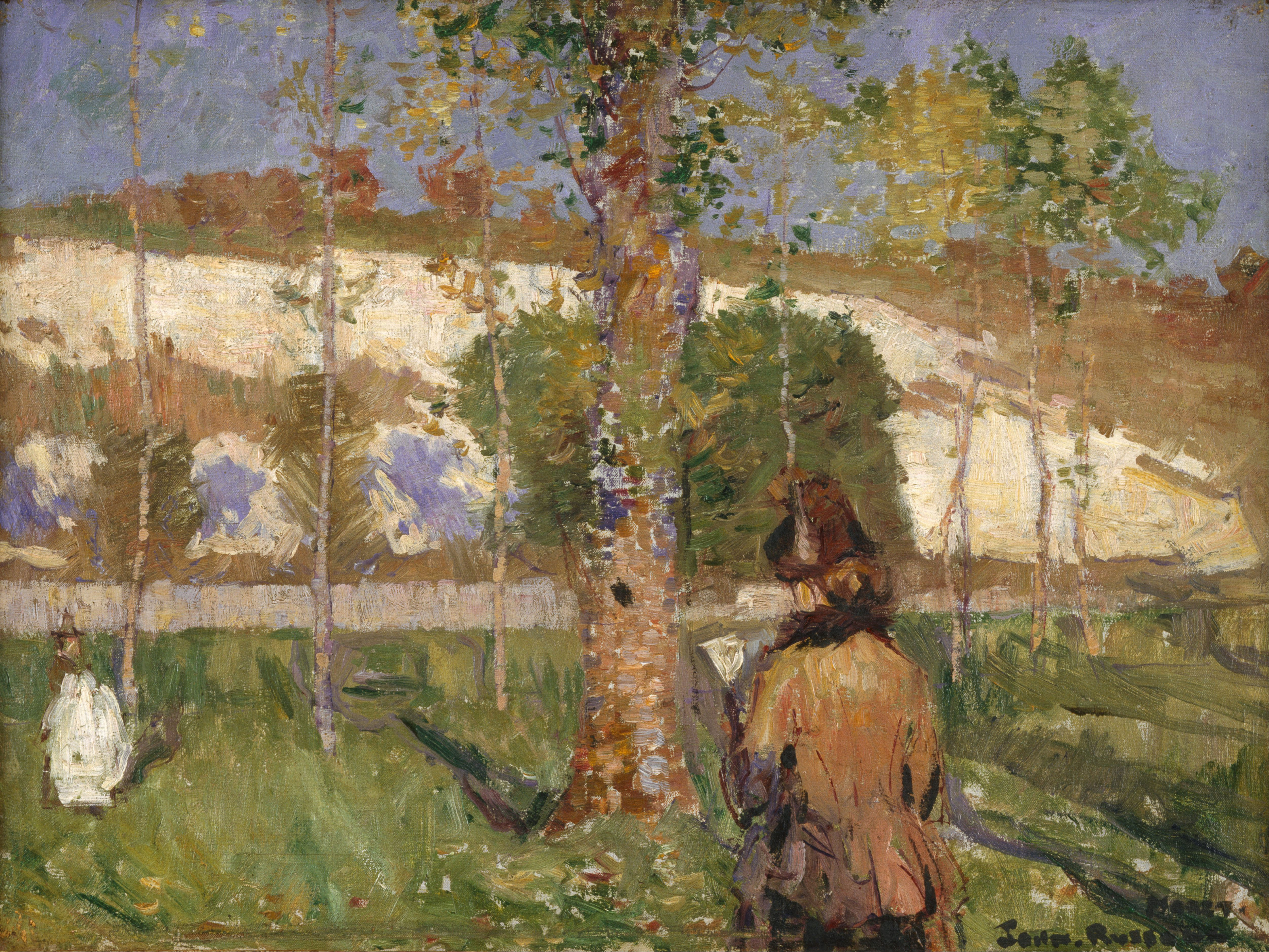
John Peter Russell, Madame Sisley sur les rives du Loing à Moret (1887).
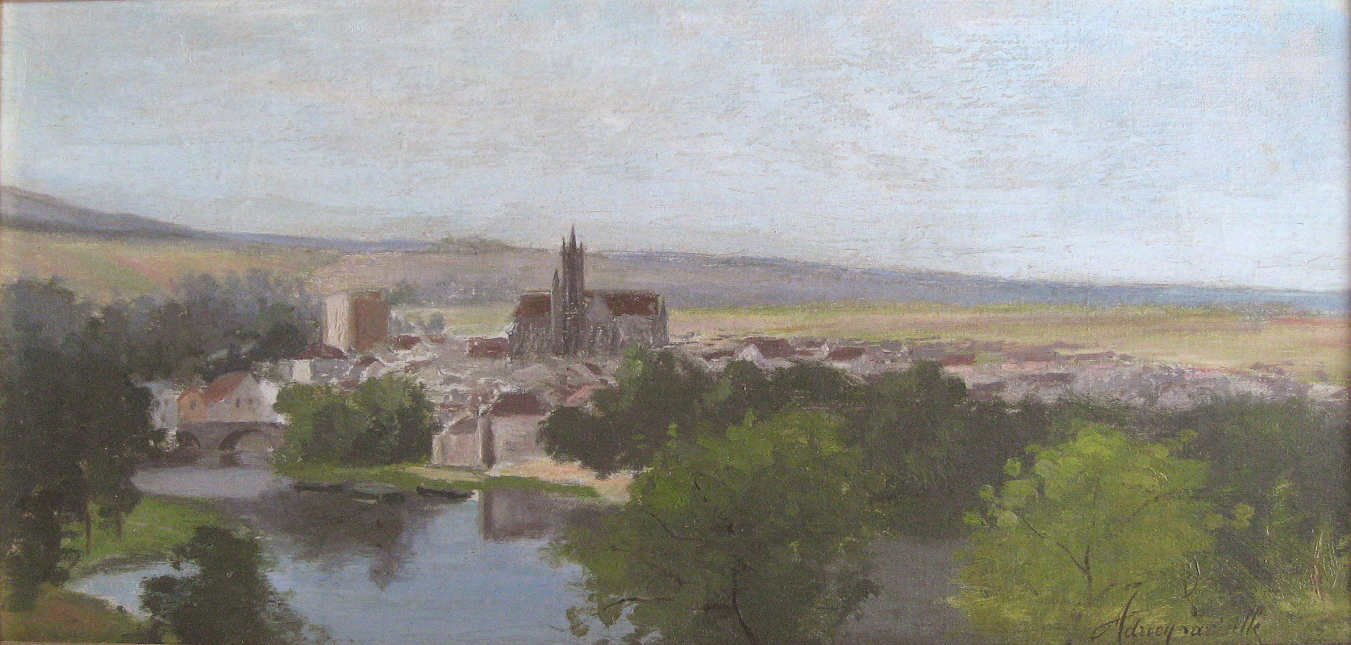
Adrien Lavieille Vue de Moret-sur-Loing.
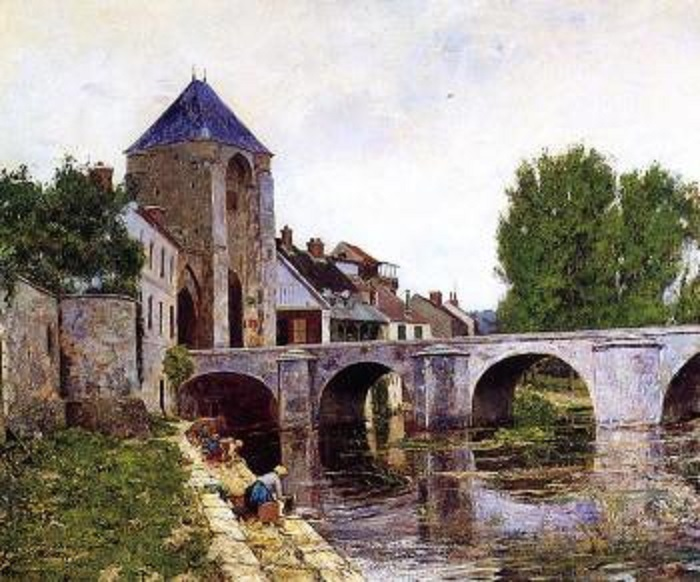
W.L. Picknell Jour gris, Moret (vers 1895).
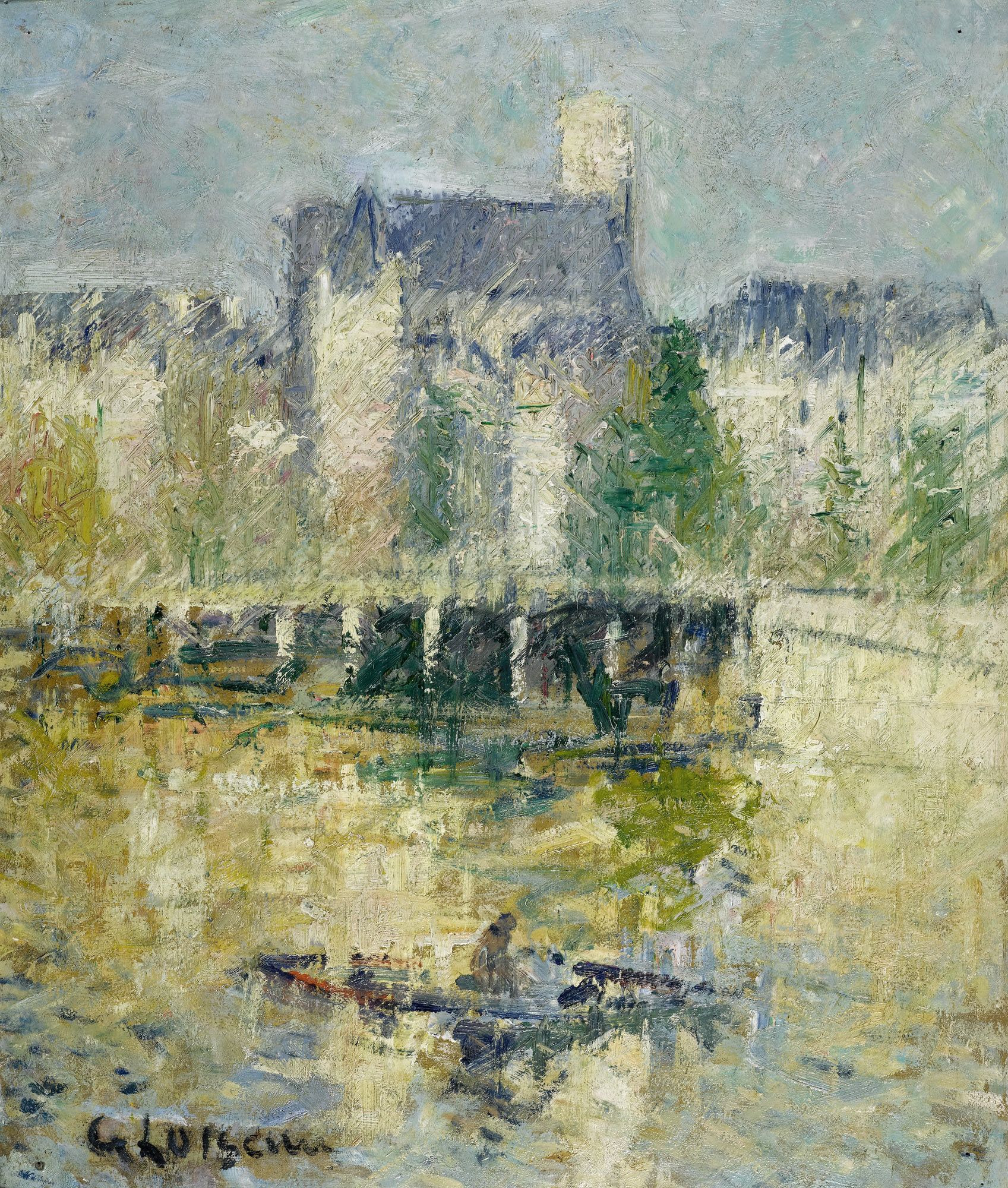
Gust. Loiseau Le pont de Moret-sur-Loing (1927).

### Personnalités liées à la commune

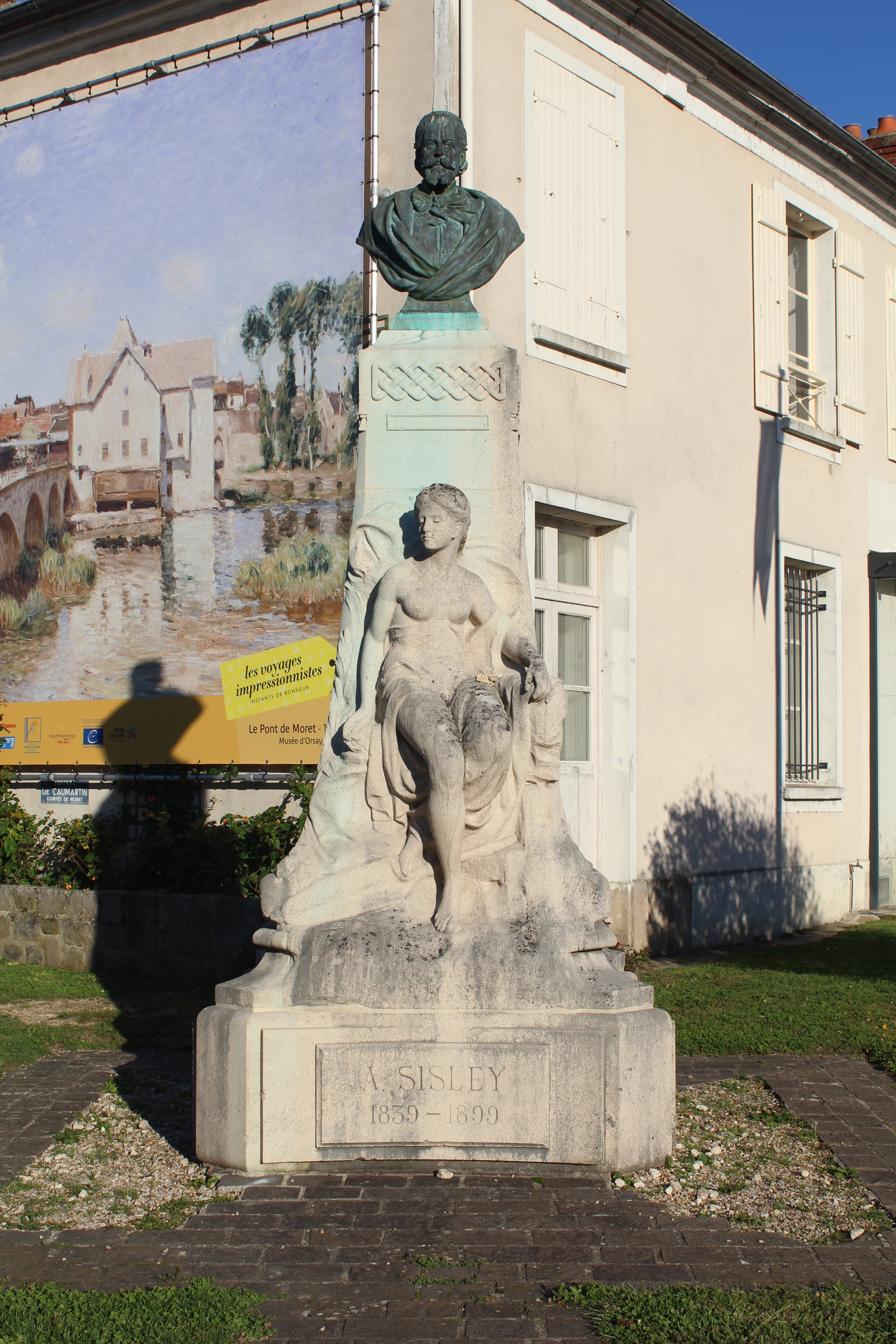
Monument à Alfred Sisley à Moret-sur-Loing par Eugène Thivier inauguré le 15 juillet 1911.

- Jacqueline de Bueil (1588-1651), comtesse de Moret, fondatrice en 1638 du Prieuré perpétuel de Notre-Dame-des-Anges, le couvent des bénédictines dont le sucre d'orge fit la réputation de Moret. Elle est inhumée dans la chapelle Notre-Dame de Pitié dans l'église de Moret.
- D'Artagnan (~1611-1673), chargé de la garde de Fouquet en 1664.
- Élisabeth Pidoux (~1613-), première prieure du Prieuré perpétuel de Notre-Dame-des-Anges, considérée comme la créatrice du sucre d'orge de Moret.
- Nicolas Fouquet (1615-1680), enfermé au donjon de Moret à l'été 1664.
- La négresse de Moret, aussi appelée mauresse de Moret (v. 1660 ou 1665-1732 ou 1745), peut-être née de Louis XIV et d'une servante noire.
- Claude Bernard des Sablons (1757-1831), homme politique, député de Seine-et-Marne à la Convention.
- Louis Jacques Desmarais (1797-1877), issu d'une famille de coiffeurs-médecins de Moret, il participa à la bataille de Montereau du 18 février 1814. Il s'embarqua en 1822 pour le Brésil où il devint coiffeur de la cour, puis négociant et armateur, et obtint la confiance de don Pedro, empereur du Brésil. Rentré dans sa ville natale, il devint maire de Moret (1852-1862). C'est lui qui rétablit en 1853 la fabrication du sucre d'orge de Moret et la confia aux Filles de la charité de Saint-Vincent-de-Paul.
- André Delaistre (1865-1931), peintre de la marine, qui a exposé jusqu'en 1923, a peint la ville à plusieurs reprises, notamment le Loing avec ses bateaux-lavoirs.
- Eugène Lavieille (1820-1889), peintre de l'école de Barbizon, a peint à Moret-sur-Loing, et dans les environs : Les Sablons (où il a vécu dans les années 1870-1880), La Celle-sous-Moret (La nuit à La Celle-sous-Moret, tableau de 1878, est désormais au musée de Melun), Saint-Mammès. Son fils, Adrien Lavieille (1848-1920), peintre paysagiste comme lui, a réalisé une vue de Moret-sur-Loing.
- Henri Lioret (1848-1938), pionnier de l'enregistrement phonographique est né à Moret.
- Georges Lesage (1856-1937), orfèvre et ciseleur d'art à Paris, membre fondateur des Amis de Moret, gérant des sucres d'orges des religieuses de Moret après la loi de séparation des Églises et de l'État de 1905, créateur en 1887 de la boîte des sucres d'orge ornée d'une vue de Moret avec son église, sa tour, ses vieilles portes, le tout surmonté des armes de la ville avec la couronne comtale. Provinois, il est décédé à Moret. Il est le père de Joseph et Xavier Lesage.
- Michel Clemenceau (1873-1964), homme d'affaires et homme politique français, propriétaire depuis la fin des années 1920 de la « Grange-Batelière », où il finit ses jours.
- Antony Damien (1858-1943) peintre impressionniste il vécut environ 2 ans à Moret.
- Maurice Martin (1894-1978), peintre paysagiste néo-impressionniste y vécut et y travailla de 1930 à 1978. Il est enterré au cimetière de Moret.
- René Pottier (1879-1907), vainqueur du Tour de France 1906 y est né.
- Arthur Vernes (1879-1976), médecin, inventeur d'une méthode de mise en évidence de la syphilis, fondateur de l'institut qui porte son nom à Paris, maire de Moret de 1929 à 1935.
- Henri Sauvard (1880-1973), artiste peintre, y vécut.
- Joseph Lesage (1884-1918), artiste-peintre, dessinateur et graveur français, fondateur et illustrateur du « journal de tranchée » Le Mouchoir, né à Moret.
- Xavier Lesage (1885-1968), cavalier de dressage français, champion olympique en individuel et par équipe aux Jeux de Los Angeles 1932, y est né.
- Marcel Garnier (1890-1971), écrivain, poète, auteur de pièces de théâtre, propriétaire d'une entreprise de plomberie couverture dans la commune.
- Paul Bonneau (1918-1995), chef d'orchestre et compositeur français y est né.
- Pierre Brochard (1921-2001), dessinateur et scénariste français.
- André Comte-Sponville (né en 1952), philosophe français, a vécu longtemps à Moret-sur-Loing.
- Sarah Hallowell, amie des arts, vivant Place de Samois et enterrée au cimetière
- Harriet Hallowell (en), (1873–1943) peintre américaine
- Eliza Pratt Greatorex (1819-1897), artiste américaine vivait à Moret ("Les Remparts", Rue des Fossés) et est enterrée dans le cimetière de Moret
- Karl Cartier, (1855-1925), peintre français y est décédé et enterré.
- Marina Tsvetaïeva, (1892-1941) poétesse russe
- Prudent Pohl dit Zanaroff, (1885-1966) peintre y vécut et est enterré dans le cimetière de Moret
- George Grey Barnard, (1863-1938), sculpteur et collectionneur d'art médiéval avait son atelier à Moret-sur-Loing, 1903-1911
- Georges-Frédéric Rötig (1873-1961), peintre animalier y vécut et est enterré dans le cimetière de Moret
- Charles Dagnac-Rivière (1864-1945), peintre paysagiste mort à Moret[47]
- Joseph Buat (1851-1909), sculpteur, est mort noyé dans le Loing au Faubourg de Moret
- Edmée Brucy (1795-1826), artiste peintre, résidente de Moret-sur-Loing où elle est morte
- Gaston Ouvrard (1890-1981) mentionne Moret sur Loing dans sa chanson Qui...qu'a perdu son p'tit tom-pouce.

### Cinéma
Moret-sur-Loing a servi de décors à plusieurs films :
- 1943 : Mademoiselle Béatrice de Max de Vaucorbeil
- 1943 : Le Val d'enfer de Maurice Tourneur
- 1950 : La Passante de Henri Calef
- 1957 : Les Bons amis de René Lucot (court métrage)
- 1970 : La Dame dans l'auto avec des lunettes et un fusil (The Lady in the Car with Glasses and a Gun) d'Anatole Litvak
- 1971 : Les Mariés de l'an II de Jean-Paul Rappeneau
- 1990 : Cyrano de Bergerac de Jean-Paul Rappeneau
- 2001 : Le Roman d'automne de Benjamin Weill
- 2007 : La France de Serge Bozon
- 2010 : La Blonde aux seins nus de Manuel Pradal
- 2012 : Nos Annees Francaises (en) (série télévisée)
- 2013 : La Marche de Nabil Ben Yadir
- 2015 : Belles Familles de Jean-Paul Rappeneau
- 2016 : HHhH de Cédric Jimenez
- 2017 : Bonne Pomme de Florence Quentin
- 2019 : J'accuse de Roman Polanski
- 2023 : Les Trois Mousquetaires : D'Artagnan et Les Trois Mousquetaires : Milady de Martin Bourboulon
- 2023 : The Walking Dead: Daryl Dixon (série télévisée)

### Héraldique
| Blason de Moret-sur-Loing | Blason  | D'azur à trois fleurs de lis d'or, au bâton péri en barre du même; au chef d'argent chargé d'une tête de Mauresse de sable les yeux bandés d'un tortil d'argent,.                    |
| Blason de Moret-sur-Loing | Détails | Les fleurs de lys bâtonnées viennent du blason de Antoine de Bourbon-Bueil. La tête de maure symbolise la Mauresse de Moret voilée. Le statut officiel du blason reste à déterminer. |
| Blason de Moret-sur-Loing | Alias   | D'azur à deux chabots d'or enlacés par une cordelière d'argent. Ancien blason historique.                                                                                            |